# Tu chính án thứ 19 Hiến pháp Hoa Kỳ
Tu chính án thứ 19 (Tu chính án XIX) cấm chính phủ liên bang, tiểu bang từ chối quyền bầu cử của công dân Hoa Kỳ theo giới tính. Tuy đề xuất lên Quốc hội lần đầu tiên vào năm 1878, nỗ lực thông qua tu chính án quyền nữ tuyển thất bại nhiều lần cho đến khi Hạ viện thông qua vào ngày 21 tháng 5 năm 1919, Thượng viện vào ngày 4 tháng 6 năm 1919, sau đó tu chính án giao nộp các tiểu bang cho phê chuẩn. Tennessee là tiểu bang cuối cùng trong 36 bang cần thiết phê chuẩn, vào ngày 18 tháng 8 năm 1920. Tu chính án thứ 19 chính thức ban hành vào ngày 26 tháng 8 năm 1920, kết quả của phong trào quyền nữ tuyển ở cấp tiểu bang lẫn toàn quốc.
Trước năm 1776, phụ nữ có quyền bầu cử ở vài thuộc địa sau này lập thành Hoa Kỳ, nhưng tới năm 1807 mọi hiến pháp tiểu bang đều từ chối thậm chí quyền bầu cử hạn chế. Các tổ chức nữ quyền bắt đầu hoạt động sôi nổi hơn vào giữa thế kỷ 19, năm 1848 Hội nghị Seneca Falls công bố bản Tuyên ngôn ý kiến có tán thành bình đẳng nam nữ cùng quyết nghị kêu gọi phụ nữ đấu tranh vì lá phiếu. Các tổ chức thân nữ cử dùng nhiều biện pháp, bao gồm lý luận pháp lý dựa trên các tu chính án đang có, sau khi bị Tòa án tối cao Hoa Kỳ bác bỏ thì kêu gọi thông qua tu chính án mới bảo đảm quyền bầu cử của phụ nữ.
Đến cuối thế kỷ 19, những tiểu bang và lãnh thổ mới, đặc biệt ở miền tây, bắt đầu trao quyền bầu cử cho phụ nữ. Năm 1878, đề nghị bầu cử mà sau này sẽ trở thành Tu chính án thứ 19 đề xuất lên Quốc hội, nhưng bị phủ quyết vào năm 1887. Trong những năm 1890, các tổ chức bầu cử chuyên chú vào chính phủ liên bang trong khi vẫn hoạt động ở cấp tiểu bang, địa phương, Lucy Burns và Alice Paul trở thành các lãnh đạo quan trọng có những kế hoạch tuy khác nhau nhưng giúp thúc đẩy Tu chính án thứ 19. Nhận thức công chúng về quyền nữ tuyển thay đổi khi Hoa Kỳ gia nhập Thế chiến thứ nhất, Hiệp hội quyền nữ tuyển Hoa Kỳ toàn quốc do Carrie Chapman Catt lãnh đạo ủng hộ tham gia chiến tranh, xét rằng phụ nữ nên được thưởng bằng quyền bầu cử vì phục vụ chiến thời yêu nước. Đảng phụ nữ toàn quốc tổ chức diễu hành, biểu tình và tuyệt thực, chỉ ra tính vô lý của đấu tranh vì dân chủ ở nước ngoài trong khi hạn chế trong nước bằng cách từ chối quyền bầu cử của phụ nữ. Việc làm của hai tổ chức thay đổi dư luận, khiến Tổng thống Wilson tuyên bố ủng hộ tu chính án bầu cử vào năm 1918, thông qua vào năm 1919 và ban hành vào năm 1920, vượt được hai thử thách pháp lý, Leser v. Garnett và Fairchild v. Hughes.
Tu chính án thứ 19 cho phép 26 triệu phụ nữ Mỹ bầu cử lần đầu tiên trong cuộc bầu cử tổng thống Mỹ năm 1920, nhưng khối bầu cử mạnh mẽ của phụ nữ mà nhiều chính khách lo sợ không hình thành cho đến khi nhiều thập niên sau, tu chính án cũng không bảo đảm hoàn toàn quyền bầu cử của phụ nữ người Mỹ bản xứ, Tây Ban Nha, châu Á và châu Phi. Sớm sau khi tu chính án ban hành, Alice Paul cùng Đảng phụ nữ toàn quốc bắt đầu vận động cho Tu chính án bình quyền, theo họ là bước cần thiết tiếp theo để bảo đảm bình đẳng.

## Văn bản
Quyền bầu cử của công dân Hoa Kỳ sẽ không bị Hoa Kỳ hoặc bất cứ Tiểu bang nào từ chối hay hạn chế theo giới tính.

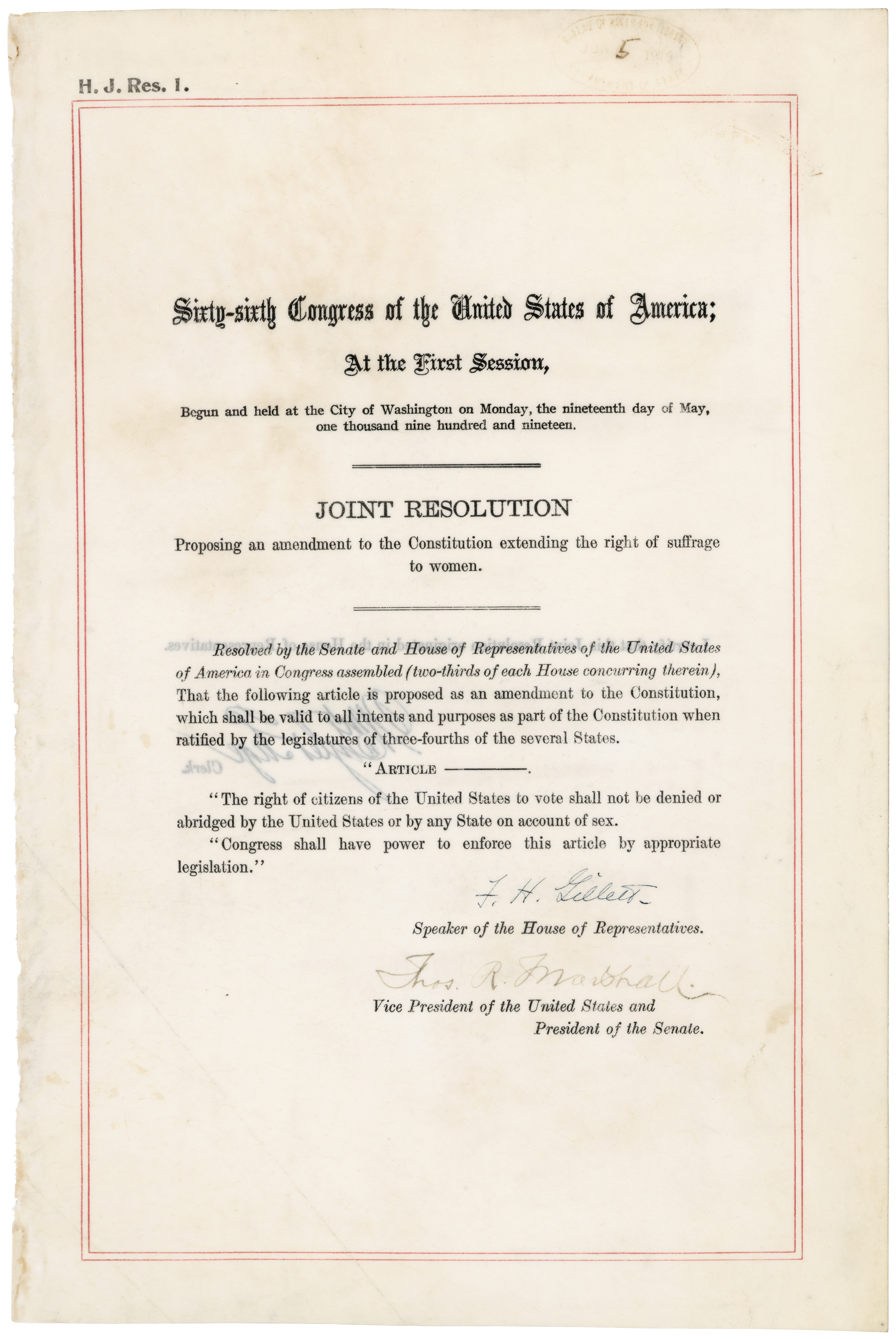
Tu chính án thứ 19 ở Viện tài liệu lưu trữ quốc gia

Quốc hội sẽ có quyền thi hành điều khoản này bằng pháp luật thích hợp.

## Lịch sử

### Phong trào quyền nữ tuyển sớm (1776—1865)

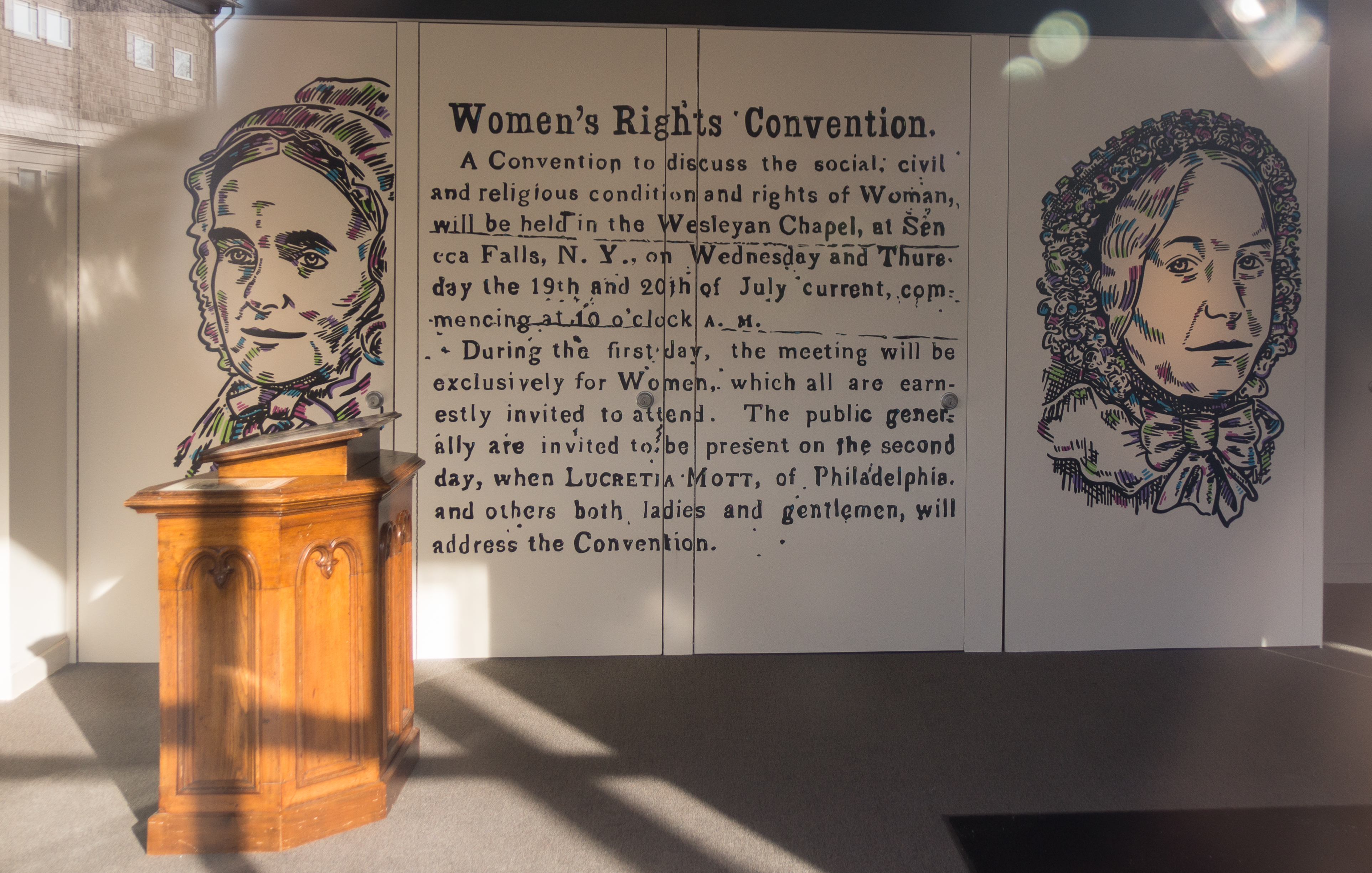
Văn bản tấm quảng cáo nhỏ đã thu hút cuộc họp nam nữ rộng rãi và đa dạng ở Hội nghị ngữ quyền đầu tiên, tổ chức ở Seneca Falls, New York trong tháng 7 năm 1848

Hiến pháp Hoa Kỳ ban hành vào năm 1789 không quy định rõ quyền bầu cử. Cơ quan công cử trực tiếp duy nhất do Hiến pháp nguyên bản thành lập là Hạ nghị viện mà quyền ấn định tư cách bầu cử giao cho các tiểu bang. Tuy phụ nữ có quyền bầu cử ở vài thuộc địa tiền cách mạng sẽ lập thành Hoa Kỳ, sau năm 1776 mọi tiểu bang ban hành hiến pháp từ chối quyền bầu cử của phụ nữ, ngoại trừ New Jersey có hiến pháp bảo đảm quyền bầu cử của cư dân sở hữu đất đai, bao gồm phụ nữ độc thân và có chồng, nhưng quyền bầu cử tiểu bang bãi bỏ vào năm 1807, không khôi phục cho đến khi New Jersey phê chuẩn Tu chính án thứ 19 vào năm 1920.
Tuy các phong trào và tổ chức nữ quyền rải rác tồn tại trước đấy, Hội nghị Seneca Falls năm 1848 ở New York thường xem là khởi đầu của phong trào nữ quyền Hoa Kỳ. Có gần 300 nam lẫn nữ tham dự, hội nghị tổ chức để "bàn luận về quyền lợi xã hội, dân dụng, tôn giáo của phụ nữ" và bế mạc bằng việc ban hành bản Tuyên ngôn ý kiến. Có 68 phụ nữ cùng 32 đàn ông ký, chín trong 12 đoạn của văn bản ghi "quyết định rằng, nghĩa vụ của phụ nữ đất nước này là bảo đảm quyền lợi bầu cử thiêng liêng của họ." Hội viên Lucretia Mott và Elizabeth Cady Stanton trở thành những lãnh đạo then chốt sớm của phong trào quyền nữ tuyển Hoa Kỳ, sự ủng hộ quyền nữ tuyển của Mott bắt nguồn từ một mùa hè với Bộ lạc Seneca, một trong sáu của Liên bộ Iroquois, nơi phụ nữ có quyền lợi chính trị đáng kể, bao gồm quyền chọn, loại bỏ thủ lĩnh và phủ quyết các hành vi tham chiến.
Việc vận đồng về quyền nữ tuyển liên bang rất ít trong cuộc Nội chiến Hoa Kỳ, khi chiến tranh kết thúc vào năm 1865 có "Đề nghị chế độ phổ tuyển" do Elizabeth Candy Stanton, Susan B. Anthony cùng những người khác ký tán thành tu chính án hiến pháp quốc gia để "cấm các tiểu bang tước đoạt quyền bầu cử của công dân theo giới tính." Phong trào là đề nghị quốc gia đầu tiên có quyền nữ tuyển là một trong các yêu cầu. Tuy các dự luật nữ tuyển đề xuất lên nhiều nghị hội tiểu bang trong thời kỳ này, thường bị bác bỏ và hiếm khi đem ra biểu quyết.

### Các Tu chính án tái thiết và quyền nữ tuyển (1865—1877)

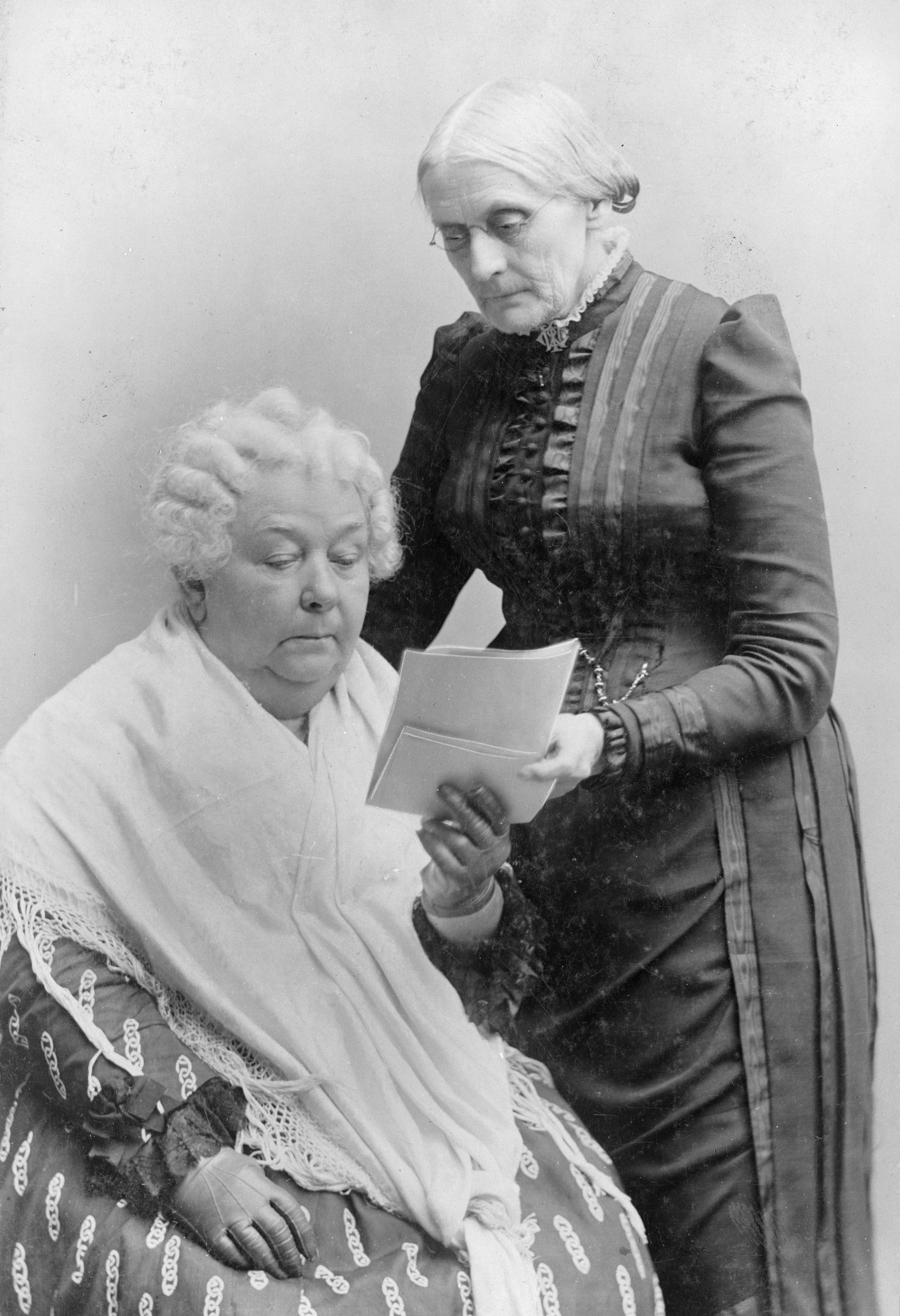
Elizabeth Cady Stanton (ngồi) cùng Susan B. Anthony (đứng)

Phong trào quyền nữ tuyển tái vận động trong Thời kỳ tái thiết sau khi bị cuộc Nội chiến Hoa Kỳ đình chỉ. Hai tổ chức nữ tuyển đối lập thành lập vào năm 1869, Hiệp hội quyền nữ tuyển toàn quốc do Elizabeth Cady Stanton cùng Susan B. Anthony lãnh đạo và Hiệp hội quyền nữ tuyển Hoa Kỳ của Lucy Stone. Hiệp hội toàn quốc chủ yếu vận động cho Quốc hội thông qua tu chính án hiến pháp quyền nữ tuyển, trong khi Hiệp hội Hoa Kỳ chuyên chú cấp tiểu bang, vận động lâu dài cho đạt được quyền nữ tuyển ở mỗi bang.
Trong Thời kỳ tái thiết, các lãnh đạo nữ quyền chủ trương thêm chế độ phổ tuyển vào các Tu chính án tái thiết (thứ 13, 14 và 15) như quyền lợi công dân. Vài người cố tranh luận rằng Tu chính án thứ 15 cấm từ chối quyền bầu cử "theo chủng tộc, màu da hay tình trạng nô dịch quá khứ" cũng cấm ngầm theo giới tính; bất luận các nỗ lực, những tu chính án này không cho phép phụ nữ bầu cử. Điều khoản thứ hai của Tu chính án thứ 14 phân biệt nam nữ khi chỉ phạt các tiểu bang từ chối quyền bầu cử của công dân nam trưởng thành.
Hiệp hội toàn quốc cố kiện tụng ở tòa vào giữa các năm 1870, tranh luận pháp lý rằng Tu chính án thứ 14 (quy định quốc tịch phổ thông) cùng Tu chính án thứ 15 (quy định quyền bầu cử bất luận chủng tộc) bảo đảm quyền bầu cử của phụ nữ; Tòa án tối cao Hoa Kỳ bác bỏ, trong Bradwell v. Illinois phán quyết rằng việc Tòa án tối cao Illinois từ chối cấp giấy hành nghề luật cho Myra Bradwell không vi hiến, khước từ khuếch trương quyền hành liên bang để ủng hộ quyền công dân phụ nữ, trong Minor v. Happersett thì quyết định rằng Điều khoản đặc quyền hoặc miễn trừ của Tu chính án thứ 14 không cung cấp quyền bầu cử cho công dân mà chỉ bảo đảm bảo vệ thêm cho công dân có sẵn quyền lợi. Nếu hiến pháp tiểu bang chỉ ấn định quyền bầu cử cho công dân nam của Hoa Kỳ, phụ nữ trong tiểu bang đó không có quyền bầu cử. Sau những phán quyết Tòa án tối cao giữa năm 1873 và 1875 từ chối quyền bầu cử phụ nữ bằng Tu chính án thứ 14 và 15, các nhóm nữ tuyển thay đổi kế hoạch, chủ trương tu chính án hiến pháp mới.
Việc định cư tiếp tục ở biên cảnh miền tây cùng với việc thành lập các hiến pháp lãnh thổ cho phép vấn đề quyền nữ tuyển đưa lên trong khi các lãnh thổ phía tây tiến đến địa vị tiểu bang. Nhờ vận động của các tổ chức nữ tuyển và các chính đảng độc lập, quyền nữ tuyên thêm vào hiến pháp của Lãnh thổ Wyoming (1869) và Utah (1870); quyền nữ tuyển ở Utah bị bãi bỏ vào năm 1887 khi Quốc hội thông qua Luật Edmunds-Tucker cùng năm cũng cấm đa thê. Quyền nữ tuyên không được khôi phục ở Utah cho đến khi đạt được địa vị tiểu bang vào năm 1896.

### Hậu Tái thiết (1878—1910)

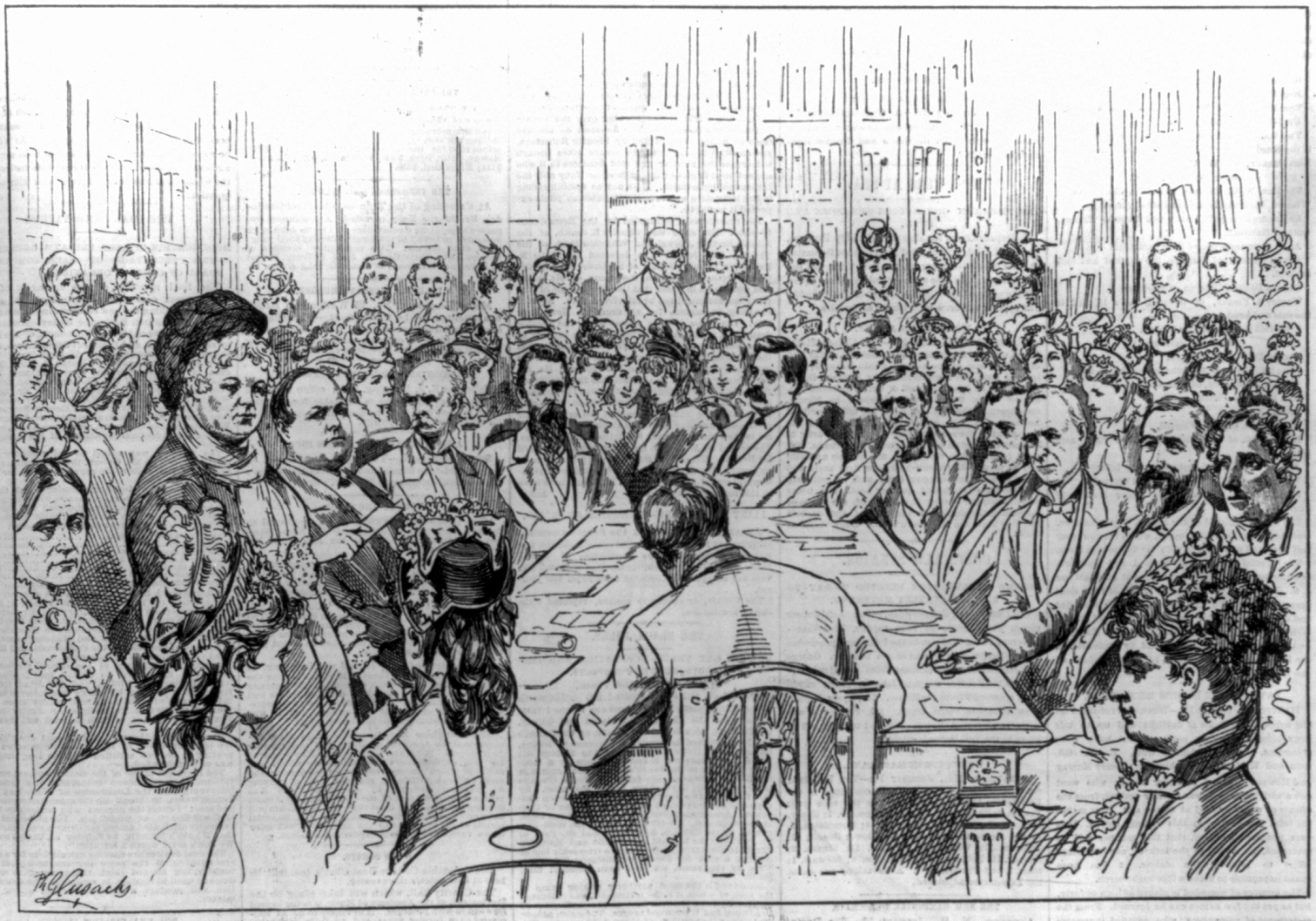
Elizabeth Cady Stanton ở Ủy ban thượng viện về Đặc quyền và Bầu cử. New York Daily Graphic, 16 tháng 1 năm 1878, trang 501

Các nghị hội tiểu bang đương thời ở miền tây và phía đông Sông Mississippi bắt đầu xem xét các dự luật nữ tuyển vào các năm 1870 và 1880, vài bang tổ chức trưng cầu dân ý nhưng bất thành cho đến khi phong trào quyền nữ tuyển hồi phục vào các năm 1890. Quyền nữ tuyển đầy đủ tiếp tục ở Wyoming sau khi thành tiểu bang vào năm 1890, Colorado quy định quyền bầu cử hạn chế, cho phép phụ nữ bầu cử trong các cuộc bầu cử ban trường học vào năm 1893, còn Idaho thì ấn định nữ tuyển vào năm 1896. Bắt đầu ở Washington vào năm 19190, thêm bảy tiểu bang miền tây thông qua luật quyền nữ tuyển, là California vào năm 1911, Oregon, Arizona và Kansas năm 1912, Lãnh thổ Alaska 1913 và Montana, Nevada năm 1914. Mọi tiểu bang thành công trong việc bảo đảm quyền bầu cử phụ nữ đều nằm ở miền tây.
Tu chính án liên bang có mục đích cho phép phụ nữ bầu cử do Aaron A. Sargent đề xuất lần đầu tiên lên Thượng viện Hoa Kỳ vào năm 1878, Thượng nghị sĩ từ California chủ trương quyền nữ tuyển. Stanton và những phụ nữ khác chứng nhận ủng hộ tu chính án trước Thượng viện, dự án nằm ở một ủy ban cho đến khi Thượng viện xem xét và phủ quyết vào năm 1887 bằng cách biểu quyết 16-34. Có tu chính án đề xuất vào năm 1888 ở Hạ viện chủ trương quyền bầu cử hạn chế cho phụ nữ là bà cô hay quá phụ có đất đai.
Đến nhưng năm 1890, các lãnh đạo nữ tuyển bắt đầu công nhận nhu cầu khuếch trương cơ sở ủng hộ để đạt được thành công trong việc thông qua luật nữ tuyển ở cấp quốc gia, tiểu bang và địa phương. Tuy phụ nữ miền tây, các tổ chức nữ tuyển tiểu bang và Hiệp hội Hoa Kỳ đều chuyên chú bảo đảm quyền bầu cử phụ nữ ở các bang nhất định, nỗ lực ở cấp toàn quốc duy trì bằng khai nhận ở quốc hội, kiến nghị và vận động. Sau khi Hiệp hội Hoa Kỳ và toàn quốc hợp thành Hiệp hội quyền nữ tuyển Hoa Kỳ toàn quốc vào năm 1890, tổ chức vận động để đạt được ủng hộ nữ tuyển cấp tiểu bang. Các nhà nữ tuyển phải vận động công khai cho quyền bầu cử để thuyết phục dân nam, các nhà lập pháp tiểu bang và thành viên Quốc hội rằng phụ nữ Mỹ muốn được bầu cử và sẽ có lợi cho xã hội Hoa Kỳ. Những người ủng hộ cũng phải thuyết phục phụ nữ Mỹ có nhiều người không quan tâm vấn đề rằng họ cũng muốn quyền bầu cử. Sự thờ ơ của giới phụ nữ là vật trở ngại liên tục mà các nhà nữ tuyển phải vượt qua bằng vận động địa phương có tổ chức. Bất luận nỗ lực, không tiểu bang nào quy định quyền nữ tuyển giữa năm 1896 và 1910, Hiệp hội Hoa Kỳ toàn quốc chuyển sang vận động cho tu chính án hiến pháp quốc gia. Các nhà nữ tuyển cũng tiếp tục thúc đẩy công nhận quyền bầu cử ở các bang, lãnh thổ trong khi giữ mục tiêu công nhận cấp liên bang.

### Vận động quyền nữ tuyển người Mỹ châu Phi

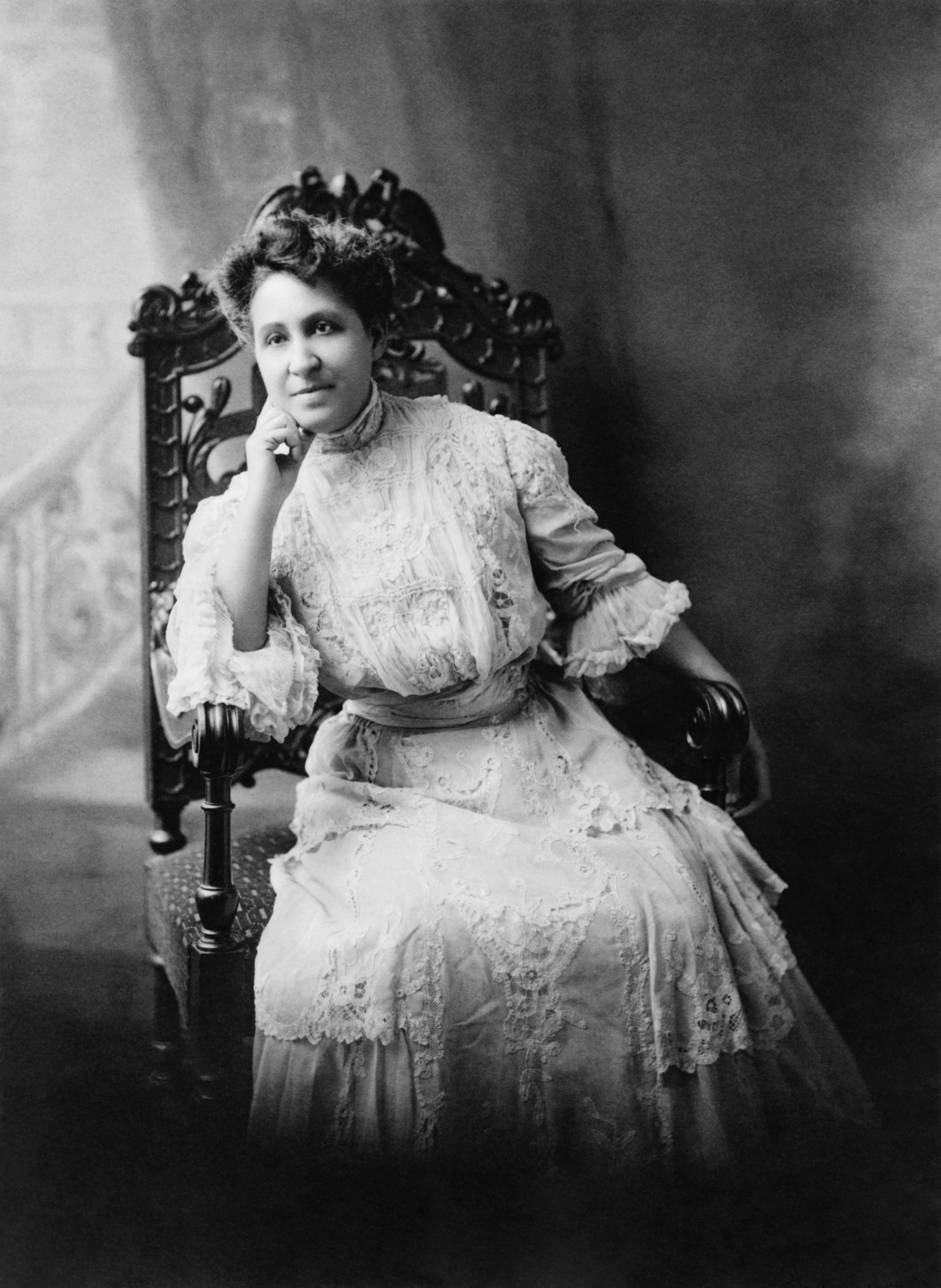
Nhà nữ tuyển kiêm nhà vận động dân quyền Mary Church Terrell

Hàng ngàn phụ nữ Mỹ gốc Phi tham gia phong trào nữ tuyển, bàn về các vấn đề chủng tộc, giới tính và giai cùng với quyền bầu cử, thường ở thánh đường nhưng rồi bằng các tổ chức theo sự nghiệp cụ thể. Tuy phụ nữ da trắng đòi quyền bầu cử để được bình đẳng trong chính trường, phụ nữ gốc Phi thì để được nâng cao chủng tộc và có được thay đổi trong thời kỳ hậu Tái thiết. Các nhà nữ tuyển châu Phi nổi tiếng như Mary Church Terrell, Sojourner Truth, Frances Ellen Watkins Harper, Fannie Barrier Williams và Ida B. Wells-Barnett chủ trương quyền nữ tuyển cùng với dân quyền cho người Mỹ gốc Phi.
Năm 1866 ở Philadelphia, Margaretta Forten cùng Harriet Forten Purvis giúp thành lập Hiệp hội nữ tuyển Philadelphia, Purvis đi có chân trong ủy ban quản lý của Hiệp hội bình quyền Hoa Kỳ ủng hộ quyền bầu cử cho phụ nữ và đàn ông Mỹ gốc Phi. Phong trào quốc gia ủng hộ quyền bầu cử cho phụ nữ gốc Phi bắt đầu khi các câu lạc bộ phụ nữ da đen nổi lên. Năm 1896, phụ nữ câu lạc bộ thuộc các tổ chức ủng hộ nữ tuyển khác nhau họp ở Washington, D.C. để thành lập Hiệp hội phụ nữ da màu toàn quốc, có Frances E.W. Harper, Josephine St. Pierre, Harriet Tubman và Ida B. Wells Barnett làm các thành viên sáng lập. Do Mary Church Terrell lãnh đạo, tổ chức là liên hội các câu lạc bộ phụ nữ gốc Phi lớn nhất nước, sau năm 1914 đổi tên thành Hiệp hội các Câu lạc bộ phụ nữ da màu toàn quốc.

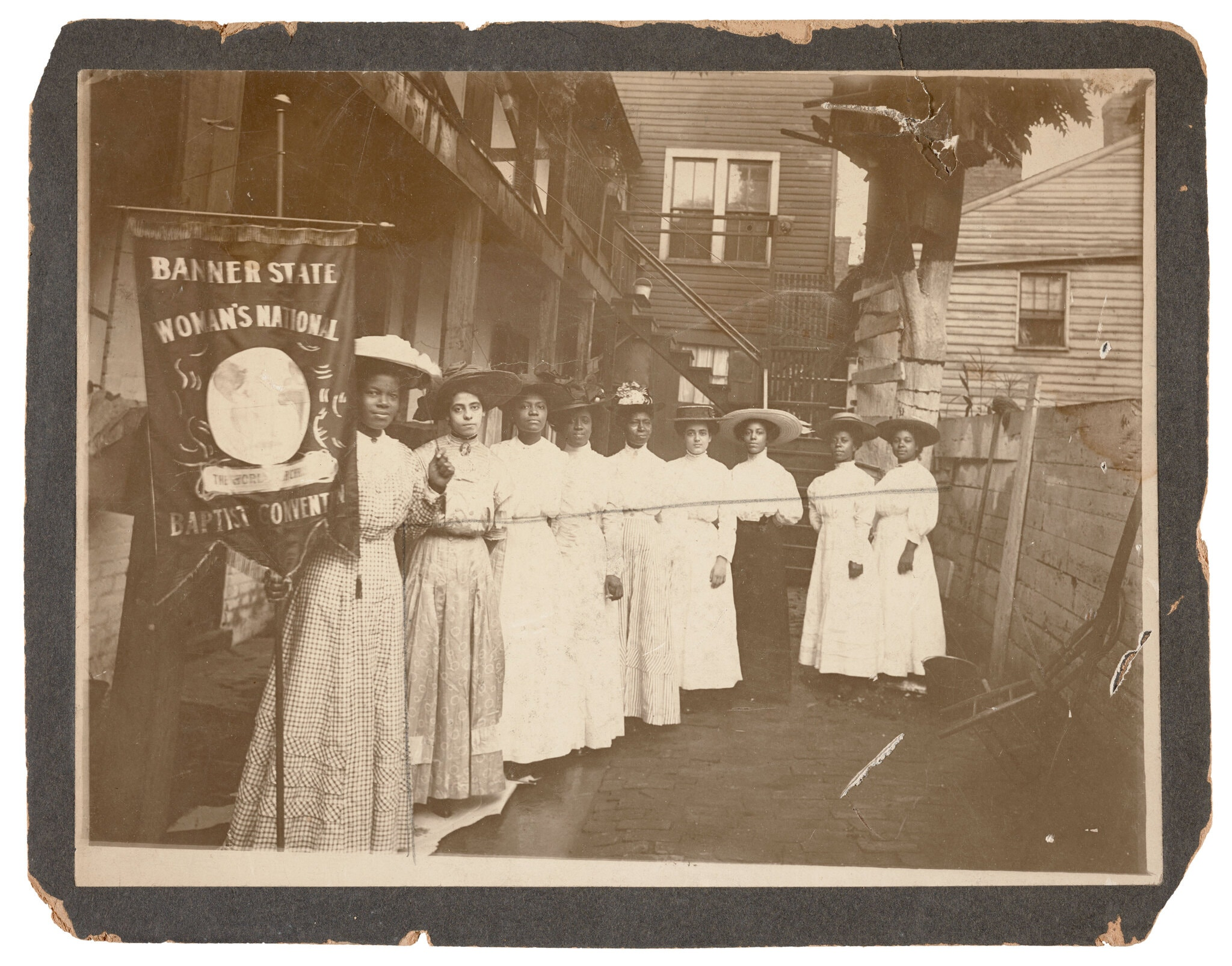
Nannie Helen Burroughs cầm tờ biểu ngữ của Hội nghị phụ nữ rửa tội toàn quốc

Khi Tu chính án thứ 15 cho phép đàn ông gốc Phi bầu cử, Elizabeth Cady Stanton cùng Susdan B. Anthony rời Hiệp hội bình quyền mà thành lập Hiệp hội nữ tuyển toàn quốc vào năm 1869, nói rằng phụ nữ da trắng không nên có quyền bầu cử sau đàn ông da đen. Phản lại, nhà nữ tuyển Frances Ellen Watkins Harper cùng những người khác lập Hiệp hội nữ tuyển Hoa Kỳ chủ trương quyền bầu cử cho phụ nữ lẫn đàn ông da đen. Mary Ann Shadd Cary, phụ nữ gốc Phi thứ hai nhận được bằng từ Luật khoa Đại hộc Howard, gia nhập Hiệp hội toàn quốc vào năm 1878 khi phát biểu chính ở hội nghị. Tuy Hiệp hội toàn quốc và Hoa Kỳ hợp thành Hiệp hội nữ tuyển Hoa Kỳ toàn quốc vào năm 1890, nhưng sự căng thẳng giữa các nhà nữ tuyển da trắng và gốc Phi vẫn còn. Đến đầu những năm 1900, giới nữ tuyển trắng chọn đường lối làm hài lòng các tiểu bang miền Nam mà thiệt cho phụ nữ gốc Phi. Tại hai hội nghị ở Atlanta và New Orleans vào năm 1901 và 1903, tổ chức ngăn người Mỹ gốc Phi tham dự. Tại hội nghị toàn quốc năm 1911, Martha Gruening yêu cầu tổ chức chính thức lên án chủ nghĩa bạch thượng, nhưng hội trưởng Anna Howard Shaw từ chối nói rằng mình "ủng hộ người da màu đi bầu" nhưng không muốn làm xa lánh các thành phần khác của phong trào. Thậm chí Ủy ban Quốc hội cấp tiến hơn của tổ chức, sau này trở thành Đảng phụ nữ toàn quốc, làm thất vọng phụ nữ gốc Phi, từ chối cho phép tham gia cuộc diễu hành nữ tuyển đầu tiên của nước ở Washington, D.C. Tuy Hiệp hội Hoa Kỳ toàn quốc chỉ bảo Paul không cấm cản người tham gia gốc Phi, 72 tiếng trước cuộc diễu hành phụ nữ gốc Phi bị đẩy lùi về cuối hàng; Ida B. Wells phản kháng và tham gia nhóm Illinois, điện tín gửi đến ủng hộ.
Mary B. Talbert, lãnh đạo Hiệp hội phụ nữ da màu toàn quốc lẫn Hiệp hội xúc tiến người da màu, và Nannie Helen Burroughs, nhà giáo dục, hoạt động, nộp bài cho một số của tờ Crisis, W.E.B Du Bois xuất bản tháng 8 năm 1915, viết tha thiết về nhu cầu bầu cử của phụ nữ gốc Phi. Burrough trả lời câu hỏi phụ nữ có lá phiếu thì làm được gì: "vậy thì cô ấy không làm được gì?"

## Đề nghị và phê chuẩn

### Chuyên chú tu chính án liên bang

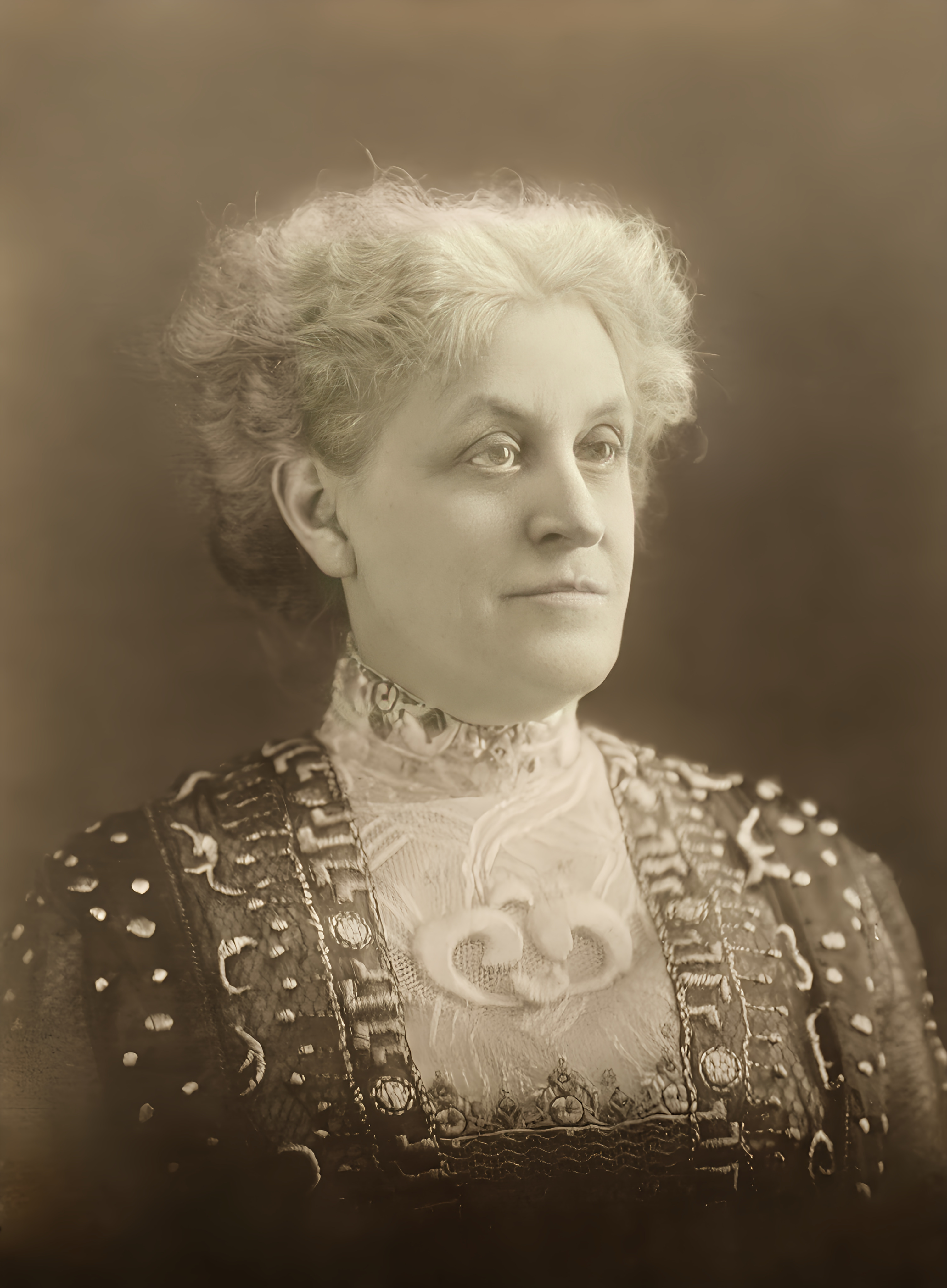
Carrie Chapman Catt, Hội trưởng Hiệp hội nữ tuyển Hoa Kỳ toàn quốc, lập lên "Kế đắc thắng" bảo đảm thông qua Tu chính án thứ 19.

Năm 1900, Carrie Chapman Catt kế nhiệm Susan B. Anthony làm hội trưởng Hiệp hội nữ tuyển Hoa Kỳ toàn quốc, chấn hưng tổ chức và chuyên chú vận động thông qua tu chính án liên bang cùng với ủng hộ phụ nữ muốn thúc đẩy tiểu bang mình thông qua luật nữ tuyển. Kế hoạch cô đặt tên là "Kế đắc thắng" có vài mục đích: phụ nữ ở tiểu ban quy định sẵn nữ tuyển tổng thống (quyền bầu cử cho Tổng thống) thì vận động thông qua tu chính án nữ tuyển liên bang, phụ nữ tin rằng có thể ảnh hưởng nghị hội tiểu bang thì vận động tu chính hiến pháp, ở bang miền nam thì giành được nữ tuyển sơ cấp (quyền bầu cử với cuộc tuyển chọn ứng viên tiểu bang); Cùng lúc, Hiệp hội hoạt động để ứng viên quốc hội ủng hộ nữ tuyển được đắc cử. Đến năm 1915, Hiệp hội nữ tuyển Hoa Kỳ toàn quốc là tổ chức lớn mạnh, có 44 chi nhánh tiểu bang và hơn 2 triệu thành viên.
Alice Paul cùng Lucy Burns chia đường với Hiệp hội Hoa Kỳ toàn quốc, thành lập Liên hiệp Quốc hội nữ tuyển vào năm 1913 để vận động cho chính phủ liên bang hành động bằng luật pháp. Một trong các việc đầu tiên làm là tổ chức diễu hành nữ tuyển ở Washington, D.C. vào ngày 3 tháng 3 năm 1913, ngày trước khi Woodrow Wilson nhậm chức. Sự kiện thu hút hơn 5,000 người tham gia cùng sự chú ý của giới truyền thông quốc gia, nhưng Wilson không hành động ngay. Tháng 3 năm 1917, Liên hiệp Quốc hội sát nhập với Đảng phụ nữ tuyển cử miền tây mà lập Đảng phụ nữ toàn quốc, có chiến thuật chủ động hơn bao gồm tổ chức nhiều sự kiện kháng mệnh hòa bình cực đoan và biểu tình gây tranh cãi hơn để thu hút sự chú ý cho vấn đề nữ tuyển.

### Nữ tuyển và lòng yêu nước Thế chiến thứ nhất

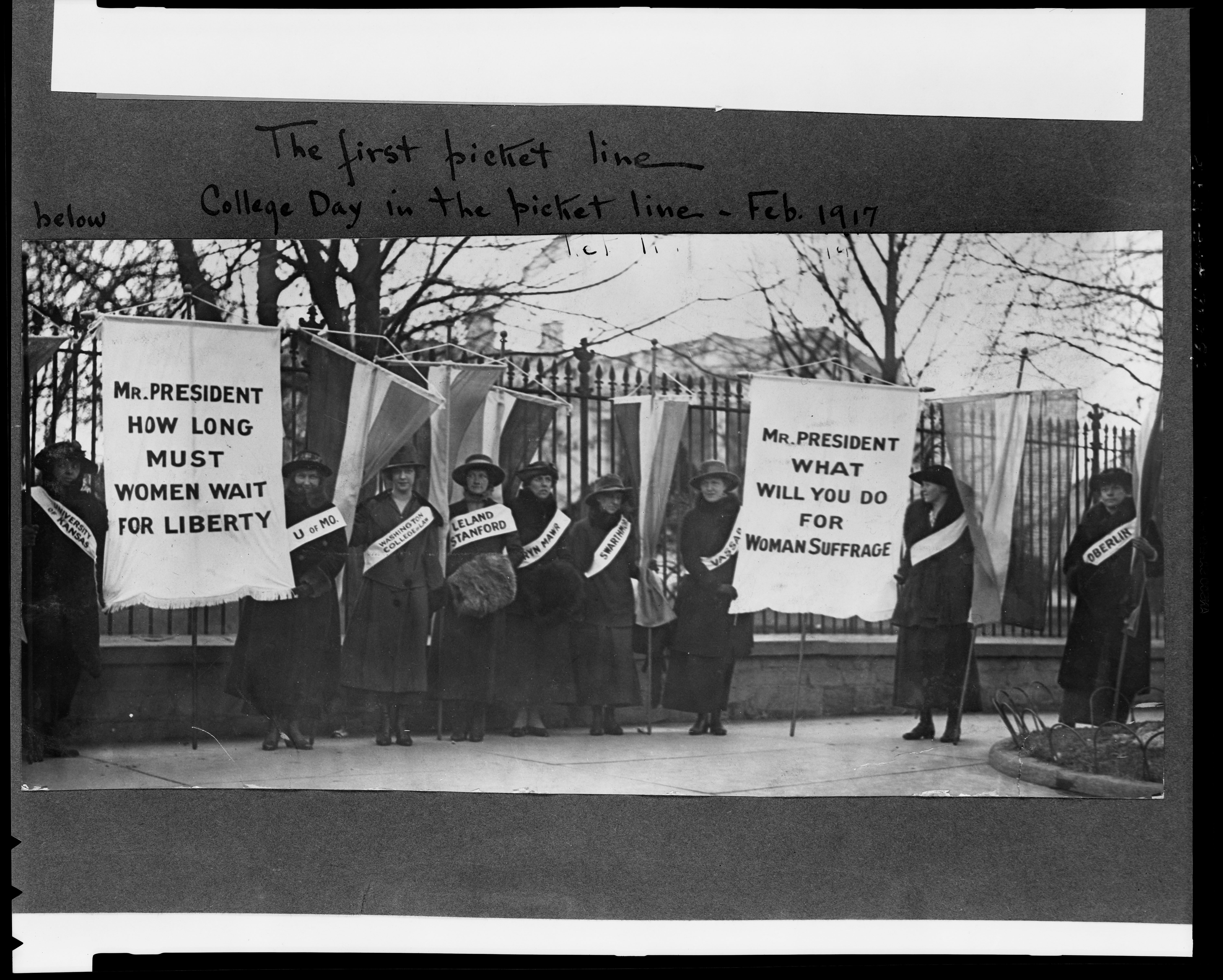
"Những lính gác thầm lặng" bắt đầu cuộc vận đội hai năm rưỡi trước Bạch Cung (1917)

Khi Thế chiến thứ nhất khai mở vào năm 1914, phụ nữ ở tám bang đã giành được quyền bầu cử, nhưng sự ủng hộ tu chính án liên bang vẫn hững hờ; cuộc chiến làm cấp bách cuộc đấu tranh vì lá phiếu. Khi Hoa Kỳ tham chiến, Catt có quyết định gây tranh cãi ủng hộ tham gia, bất luận tâm ý thân hòa của nhiều đồng nghiệp và người ủng hộ. Trong khi phụ nữ tham gia làm việc để thay đàn ông ngoài chiến trường nhằm giúp đỡ chiến chính, lấy nhiều vị trí như y tá, công nhân cứu tế và tài xế cứu thương, Hiệp hội Hoa Kỳ toàn quốc xét rằng phụ nữ hy sinh thì nên được bầu cử, Đảng phụ nữ toàn quốc chỉ ra tính vô lý của đấu tranh vì dân chủ ở nước ngoài trong khi hạn chế trong nước. Năm 1917, Đảng phụ nữ toàn quốc bắt đầu đứng gác ngoài Bạch cung để cho vấn đề nữ tuyển có chú ý.
Năm 1914, tu chính án hiến pháp do Sargent đề xuất, có biệt danh "Tu chính án Susan B. Anthony", một lần nữa Thượng viện xem xét và phủ quyết. Tháng 4 năm 1917, "Tu chính án Anthony" trở thành Tu chính án thứ 19 tái trình lên Hạ viện và Thượng viện. Các thành viên đứng gác của Đảng phụ nữ toàn quốc có biệt danh "Lính gác thầm lặng" tiếp tục biểu tình trên lề đường ngoài Bạch Cung, ngày 4 tháng 7 năm 1917 cảnh sát bắt giữ 168 trong số người biểu tình và bỏ tù ở Lorton, Virginia. Vài tù nhân kể cả Lucy Burns và Alice Paul đi tuyệt thực, người khác thì bị đút ăn, lính canh tù đối xử tàn nhẫn với vài người, Vài tháng sau, những phụ nữ được thả, chủ yếu bởi sức ép dư luận.

### Thử thách nghị trường cuối cùng

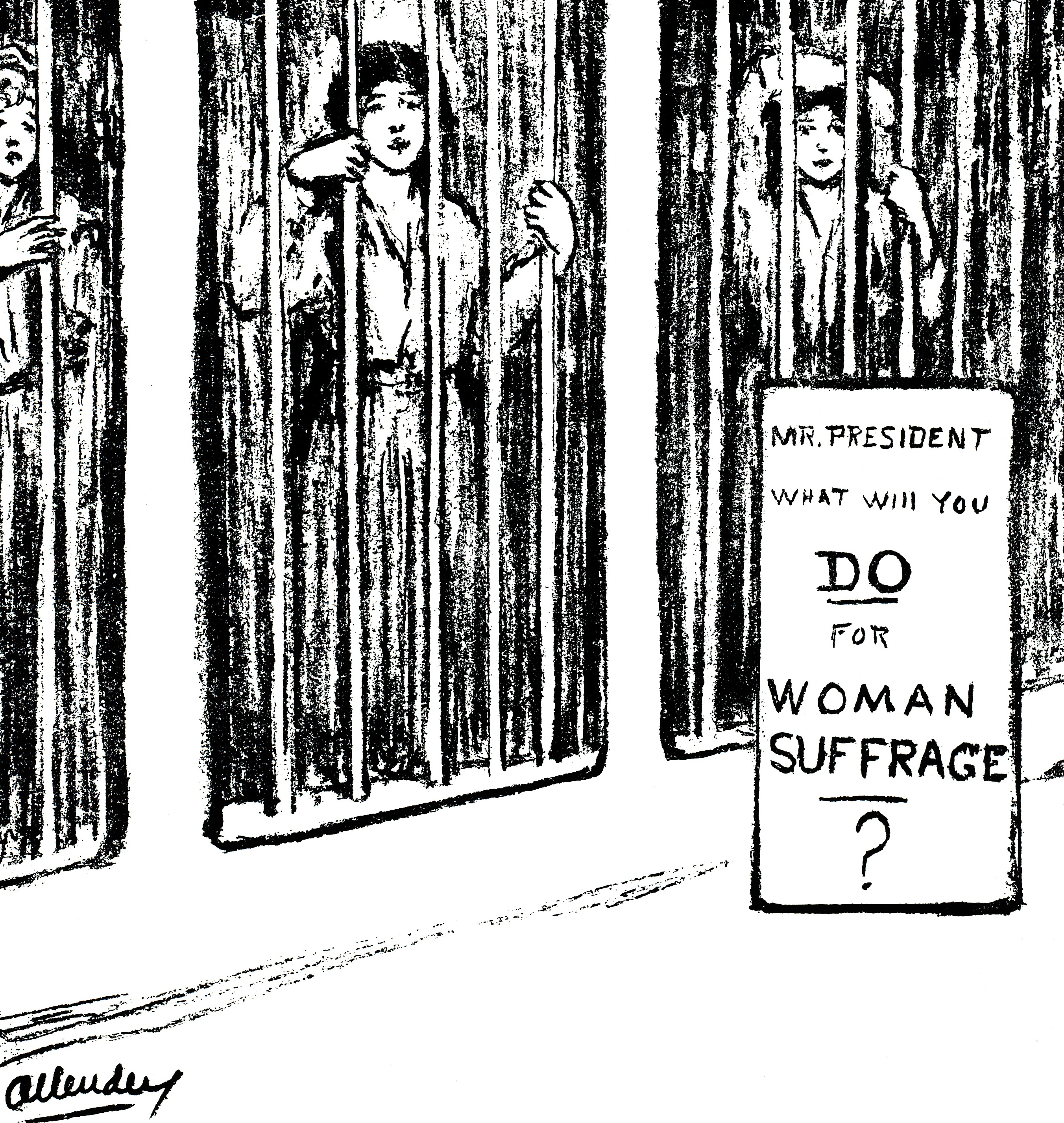
Tranh biếm họa của Nina Allender dành cho Tổng thống Wilson xuất bản trong tờ The Suffragist vào ngày 3 tháng 10 năm 1917

Năm 1918, Tổng thống Wilson có cuộc bầu cử giữa kỳ khó khăn và phải trực tiếp đối mặt vấn đề nữ tuyển. 15 tiểu bang đã quy định quyền bầu cử cho phụ nữ, lúc đấy Tổng thống hoàn toàn ủng hộ tu chính án liên bang. Đề nghị đưa ra Hạ viện vào tháng 1 năm 1918 thông qua bằng chỉ một phiếu, tiếp đến Thượng viện tổ chức biểu quyết, Wilson cầu khẩn ngay trên nghị sảnh, việc làm vô tiền lệ đương thời. Trong bài phát biểu ngắn, Tổng thống nối quyền nữ tuyển với chiến tranh, hỏi: "Liệu chúng ta sẽ chỉ cho họ chia sẻ đau khổ hy sinh mà không quyền lợi tự do?" Ngày 30 tháng 9 năm 1918, đề nghị thiếu hai phiếu dể thông qua, khiến Đảng phụ nữ toàn quốc vận động chống các thượng nghị sĩ đã biểu quyết không đồng ý.
Giữa tháng 1 năm 1918 và tháng 6 năm 1919, Hạ viện và Thượng viện tổ chức biểu quyết tu chính án liên bang 5 lần, mỗi lần rất gay go, các đảng viên Dân chủ miền nam liên tục từ chối cho phụ nữ bầu cử. Các nhà nữ tuyển thúc Tổng thống Wilson triệu tập khóa họp Quốc hội đặc biệt, ông đồng ý định ngày 19 tháng 5 năm 1919. Ngày 21 tháng 5, tu chính án thông qua ở Hạ viện 304-89, có 42 phiếu nhiều hơn cần thiết, ngày 4 tháng 6 thông qua ở Thượng viện 56-25, 37 Thượng nghị sĩ cộng hòa cùng với 19 Dân chủ sau khi giới đảng viên Dân chủ miền nam ngưng trở nghị. Sau cùng, 76% số Thượng viện cộng hòa bỏ phiếu tán thành, trong khi 60% Dân chủ phản đối.

### Phê chuẩn

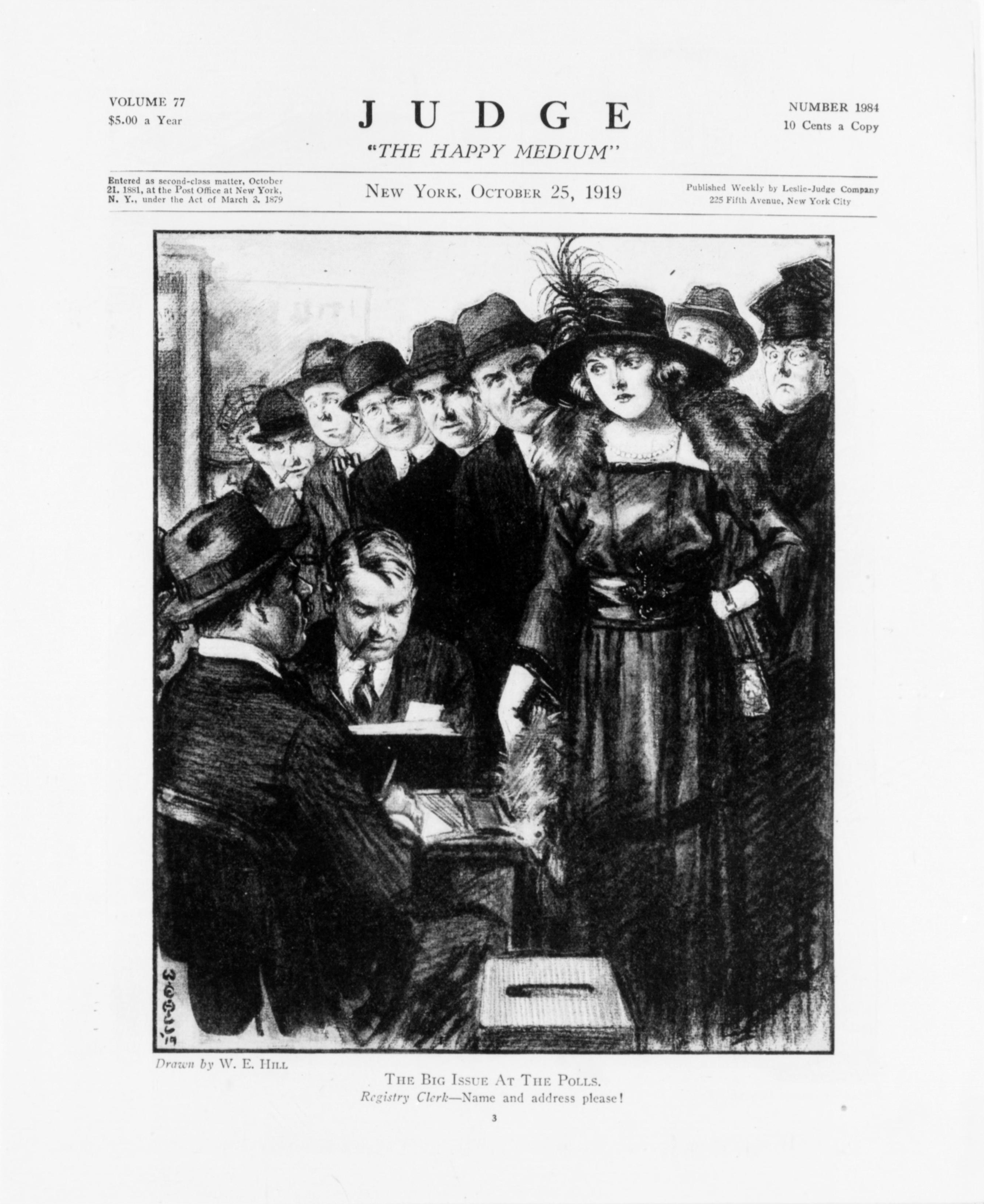
"Vấn đề trọng đại ở trạm bầu" (Judge, 25 tháng 10 năm 1919)

Mức nữ tuyển luật cho phép cao nhất trước khi Tu chính án thứ 19 ban hành:
Bầu cử đầy đủ
Bầu cử Tổng thống
Primary suffrage
Municipal suffrage
School, bond, or tax suffrage
Municipal suffrage in some cities
Primary suffrage in some cities
No suffrage

Carrie Chapman Catt và Alice Paul lập tức động viên thành viên của Hiệp hội Hoa Kỳ toàn quốc và Đảng phụ nữ toàn quốc thúc đẩy các tiểu bang phê chuẩn tu chính án. Trong vài ngày có Illinois, Wisconsin và Michigan nghị hội đang họp, Tháng 7, Montana, Arkansas và Nebraska đã phê chuẩn. Phê chuẩn ở các bang khác khó đạt được hơn, hầu hết sự đối lập tu chính án đều đến từ giới đảng viên Dân chủ miền nam; chỉ một tiểu bang miền nam (Texas) và bốn bang lân cận phê chuẩn. Alabama cùng Georgia là những bang đầu tiên không phê chuẩn. Thống đốc Louisiana vận động kêu gọi 13 bang không thừa nhận. nghị hội của Maryland từ chối phê chuẩn và cố ngăn các bang khác. Carrie Catt bắt đầu vận động các thống đốc miền tây khuyến khích hành động nhanh chóng. Cuối năm 1919, tổng cộng có 22 tiểu bang phê chuẩn tu chính án.

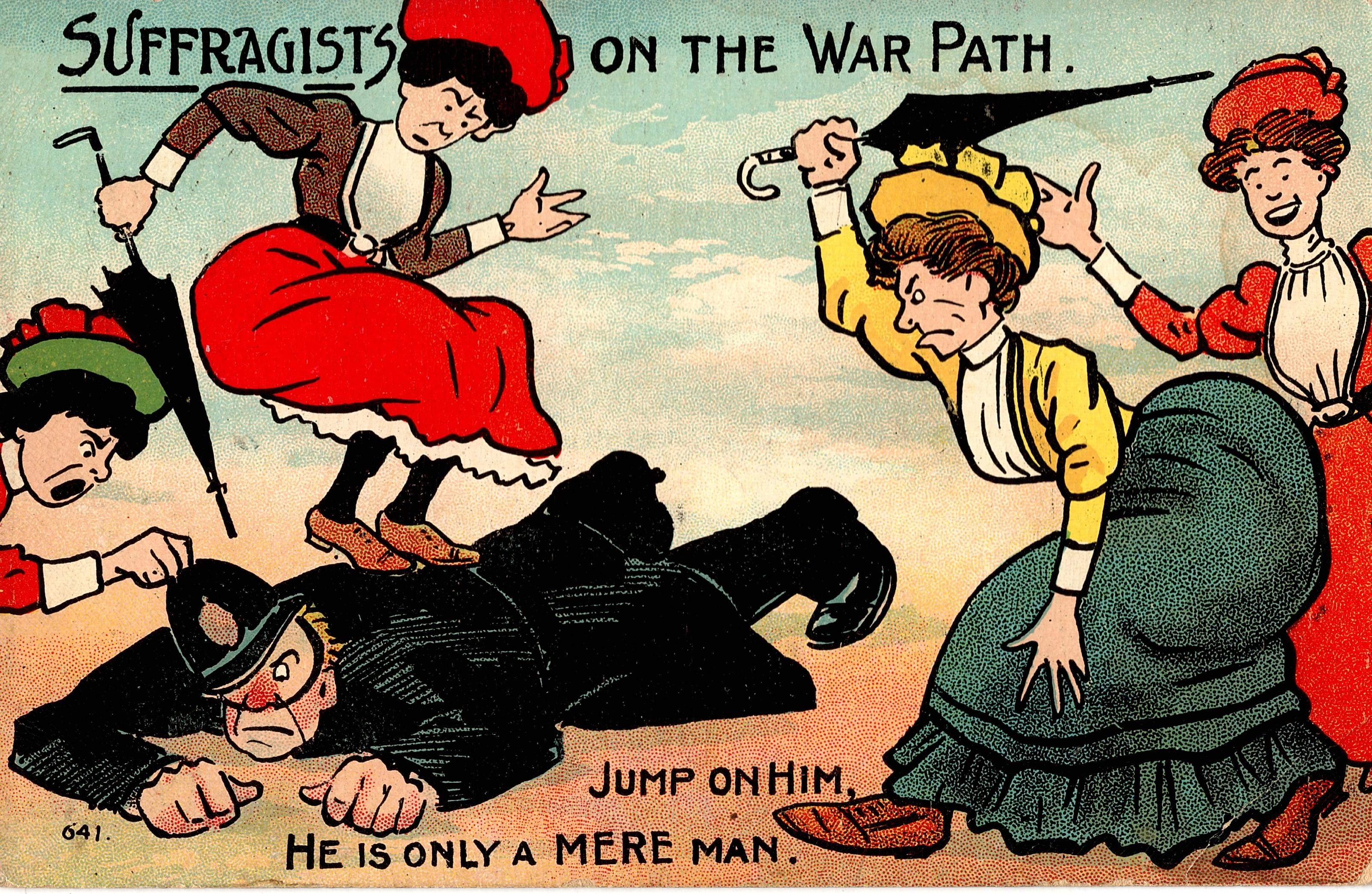
Bưu thiếp phản nữ tuyển: Lũ nữ tuyển trên con đường chủ chiến

Đối kháng với phê chuẩn có nhiều hình thức: giới phản nữ tuyển tiếp tục cho rằng tu chính án sẽ không bao giờ được phê chuẩn khi bầu cử tháng 11 năm 1920 đến và các phiên họp đặc biệt chỉ tốn thời gian, công sức. Các đối thủ khác kiện đòi phải phê chuẩn bằng cuộc trưng cầu dân ý tiểu bang. Tháng 6 năm 1920, sau khi Hiệp hội Hoa Kỳ toàn quốc lẫn Đảng phụ nữ toàn quốc vận động quyết liệt, 35 trong 36 nghị hội tiểu bang cần thiết đã phê chuẩn; việc sẽ do Tennessee quyết định. Giữa tháng 7 năm 1919, đối thủ lẫn người ủng hộ Tu chính án Anthony đến Nashville để vận động Đại hội. Carrie Catt, thay mặt Hiệp hội Hoa Kỳ toàn quốc, hợp tác với các lãnh đạo nữ tuyển gồm Anne Dallas Dudley và Abby Crawford Milton. Sue Shelton White, dân Tennessee bản xứ đã tham gia biểu tình ở Bạch Cung và đã đi cùng "Prison Special" thay mặt Đảng phụ nữ toàn quốc. Chống đối có giới "Antis", cụ thể là Josephine Pearson, chủ tịch Liên hiệp phản đối Tu chính án Susan B. Anthony Phụ nữ miền Nam, đã làm chủ nhiệm khoa triết lý ở Christian College tại Columbia. Pearson có Anne Pleasant giúp đỡ, chủ tịch Liên hiệp phản đối Phụ nữ Louisiana và vợ cựu thống đốc Louisiana. Đặc biệt ở miền Nam, vấn đề nữ tuyển gắn liền với vấn đề chủng tộc, tuy phụ nữ da trắng lẫn gốc Phi đều vận động thông qua nữ tuyển, vài nhà nữ tuyển da trắng cố làm hài lòng các bang miền nam rằng lá phiếu cho phụ nữ sẽ làm vô hiệu số phiếu da đen củng cố thượng địa da trắng. Với giới phản nữ tuyển ở miền Nam ("Antis"), tu chính án liên bang xem là "luật cưỡng bách" mà Quốc hội có thể dùng để không chỉ thi hành điều khoản bầu cử cho phụ nữ mà còn cho đàn ông gốc Phi trong thật tế không được đi bầu thậm chí sau khi Tu chính án thứ 14 và 15 thông qua. Carrie Catt cảnh cáo các lãnh đạo nữ tuyển ở Tennessee rằng nhóm "Anti-Suffs" sẽ dựa vào "dối trá, bóng gió và gần sự thật" nêu lên vấn đề chủng tộc làm luận điểm mạnh trong lý luận họ.

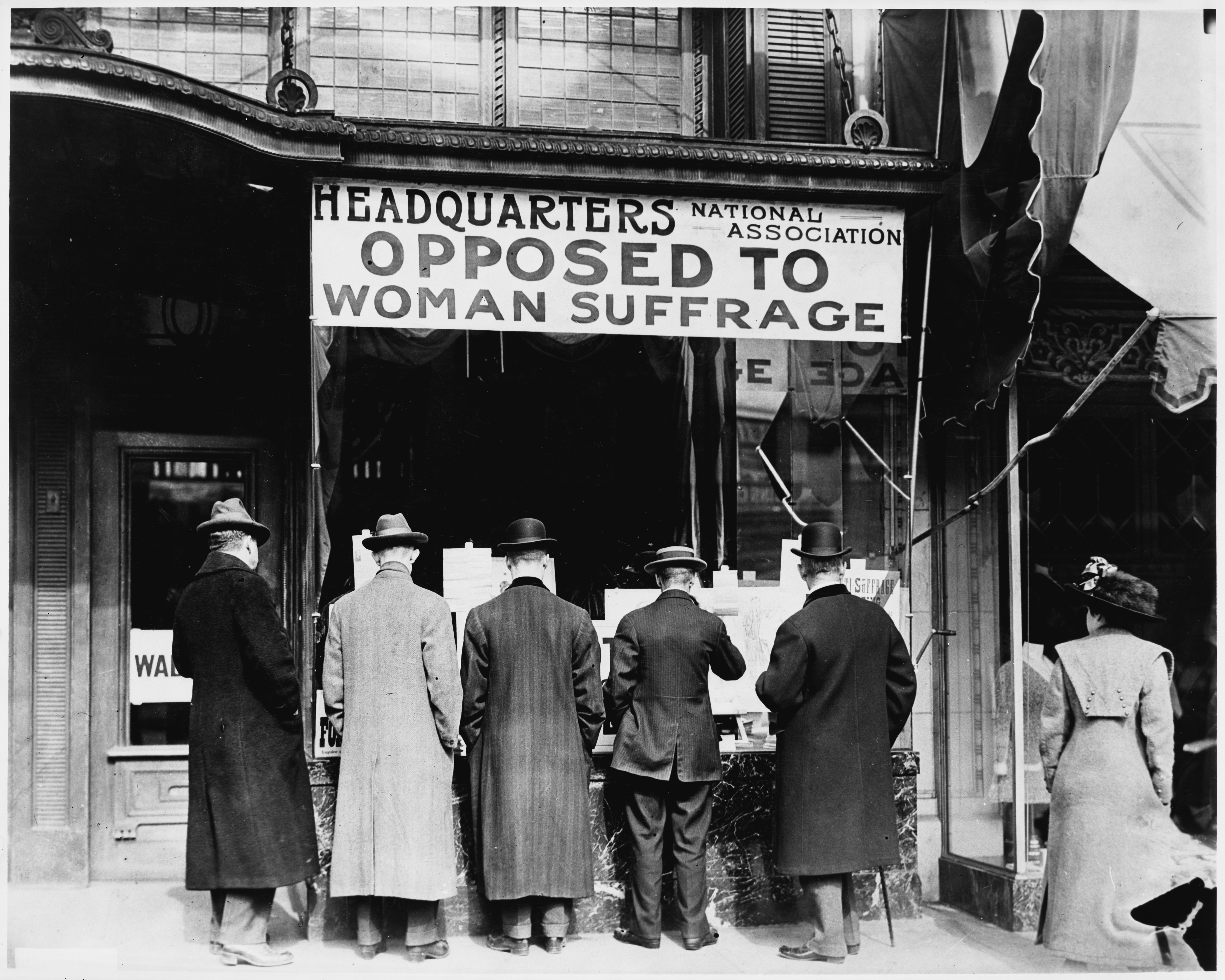
Trụ sở Hiệp hội chống nữ tuyển toàn quốc

Trước khi phiên họp Đại hội mở vào ngày 9 tháng 8, người ủng hộ lẫn đối thủ vận động thành viên Thượng viện và Hạ viện Tennessee. Tuy thống đốc Dân chủ của Tennessee Albert H. Robert ủng hội phê chuẩn, hầu hết các nhà lập pháp vẫn chưa dứt ý, giới phản nữ tuyển nhắm vào họ, chờ tàu họ đến Nashiville để trình bày quan điểm. Khi Đại hội triệu tập vào ngày 9 tháng 8, hai bên dựng trạm ngoài nghị sảnh, phân phát hoa hồng màu vàng cho những người ủng hộ nữ tuyển và màu đỏ cho giới "Antis". Ngày 12 tháng 8, nghị hội tổ chức họp về đề nghị nữ tuyển, hôm sau Thượng viện biểu quyết 24-5 ủng hộ phê chuẩn. Trong khi Hạ viện chuẩn bị xem xét vấn đề phê chuẩn vào ngày 18 tháng 8, việc vận động gia tăng. Chủ tịch Hạ viện Seth M. Walker cố đem quyết nghị phê chuẩn ra xem xét, nhưng bất thành hai lần có tỷ số biểu quyết 48-48. Kết quả biểu quyết sẽ rất cân ngang. Hạ nghị sĩ Harry Burn, đảng viên Cộng hòa, đã biểu quyết đem quyết nghị ra xem xét cả hai lần, khi tổ chức lần nữa, Burn bỏ phiếu ủng hộ. Ông 24 tuổi nói rằng ông ủng hộ quyền nữ tuyển như "quyền lợi đạo đức", nhưng đã biểu quyết chống bởi tin rằng cử tri không tán thành. Trong những phút cuối cùng trước cuộc biểu quyết, ông nhận thư ngắn từ mẹ thúc ông bỏ phiếu ủng hộ. Tin đồn lập tức lan rằng Burn và các nhà lập pháp khác đã bị hối lộ, nhưng phóng viên báo chí không hề tìm thấy bằng chứng nào.
Cùng ngày Đại hội phê chuẩn, chủ tịch Walker đệ trình kiến nghị tái xét, khi trở nên rõ rằng ông không có đủ phiếu cho kiến nghị thông qua, các hạ nghị sĩ chống nữ tuyển lên chuyến tàu từ Nashville đến Decatur, Alabama để ngăn Hạ viện quyết định kiến nghị tái xét bằng cách không có số người cần thiết. 37 nhà lập pháp chạy đến Decatur, đưa ra công bố rằng phê chuẩn tu chính án sẽ vi phạm lời thể bảo vệ hiến pháp tiểu bang của họ; chiêu trò không thành công. Chủ tịch Walker không lấy được thêm số phiếu nào trong thời hạn, khi Hạ viện họp tiếp để làm bước thủ tục cuối cùng để khẳng định phê chuẩn, các nhà nữ tuyển Tennessee lấy cơ hội chế giễu các nhà lập pháp Anti vắng mặt bằng cách ngồi ở bàn trống của họ. Khi việc phê chuẩn cuối cùng khẳng định, một nhà nữ tuyển trên thềm Hạ viện đánh một chiếc Chuông Tự do thu nhỏ.
Ngày 18 tháng 8 năm 1920, Tennessee phê chuẩn Tu chính án thứ 19, 50 trong số 99 thành viên Hạ viện bỏ phiếu tán thành. Sau khi ký chứng thư phê chuẩn, Thống đốc Tennessee gửi bằng đường thư đến Bộ trưởng ngoại giao Bainbridge Colby, văn phòng nhận được lúc 4:00 sáng ngày 26 tháng 8 năm 1920. Một khi chứng nhận đúng, Colby ký bản Tuyên ngôn Tu chính án hiến pháp nữ tuyển trước chỉ các thư ký mình, làm Tu chính án thứ 19 chính thức thành luật hôm đấy. Việc này là bước phê chuẩn cuối cùng cần thiết cho thêm tu chính án vào Hiến pháp, khiến Hoa Kỳ làm nước thứ 27 trên thế giới cho phép phụ nữ bầu cử.

### Thứ tự phê chuẩn

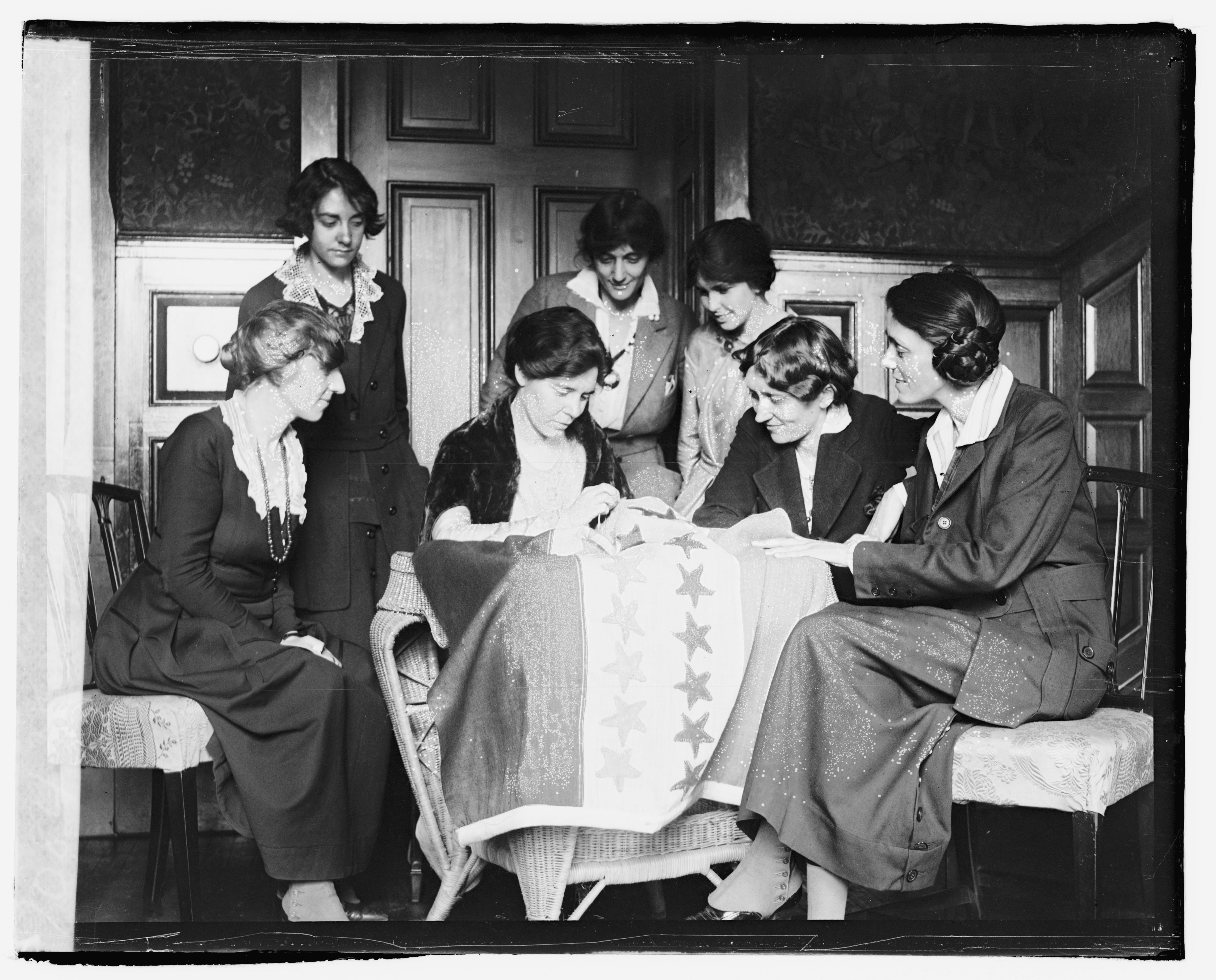
Alice Paul và các nhà nữ tuyển khác khâu một sao lên cờ nữ tuyển cho mỗi bang phê chuẩn Tu chính án thứ 19

Quốc hội giao nộp Tu chính án thứ 19 vào ngày 4 tháng 6 năm 1919, những tiểu bang sau phê chuẩn:
1. Illinois (10 tháng 6 năm 1919)[63][64][note 3]
2. Wisconsin (10 tháng 6 năm 1919)[63][64]
3. Michigan (10 tháng 6 năm 1919)[66]
4. Kansas (16 tháng 6 năm 1919)[67]
5. Ohio (16 tháng 6 năm 1919)[68][69][70]
6. New York (16 tháng 6 năm 1919)[71]
7. Pennsylvania (24 tháng 6 năm 1919)[70]
8. Massachusetts (25 tháng 6 năm 1919)[70]
9. Texas (28 tháng 6 năm 1919)[70]
10. Iowa (2 tháng 7 năm 1919)[note 4]
11. Missouri (3 tháng 7 năm 1919)
12. Arkansas (28 tháng 7 năm 1919)[72]
13. Montana (30 tháng 7 năm 1919)[72] (2 tháng 8 năm 1919);[note 4][note 5]
14. Nebraska (2 tháng 8 năm 1919)[72]
15. Minnesota (8 tháng 9 năm 1919)
16. New Hampshire (10 tháng 9 năm 1919)[note 4]
17. Utah (30 tháng 9 năm 1919)[73]
18. California (ngày 1 tháng 11 năm 1919)[72]
19. Maine (5 tháng 11 năm 1919)[74]
20. North Dakota (1 tháng 12 năm 1919)[72]
21. South Dakota (4 tháng 12 năm 1919)[74]
22. Colorado (12 tháng 12 năm 1919)[72] (15 tháng 12 năm 1919)[note 4]
23. Kentucky (6 tháng 1 năm 1920)[72]
24. Rhode Island (6 tháng 1 năm 1920)[72]
25. Oregon (12 tháng 1 năm 1920)[74]
26. Indiana (16 tháng 1 năm 1920)[75][76]
27. Wyoming (26 tháng 1 năm 1920)[77][note 6]
28. Nevada (7 tháng 2 năm 1920)[72]
29. New Jersey (9 tháng 2 năm 1920)[77][note 7]
30. Idaho (11 tháng 2 năm 1920)[77]
31. Arizona (12 tháng 2 năm 1920)[77]
32. New Mexico (16 tháng 2 năm 1920)[77][note 8]
33. Oklahoma (23 tháng 2 năm 1920)[78][note 9]
34. West Virginia (10 tháng 3 năm 1920, xác nhận 21 tháng 9 năm 1920)[note 10]
35. Washington (22 tháng 3 năm 1920)[note 11]
36. Tennessee (18 tháng 8 năm 1920)[81][note 12][82]

Để phê chuẩn thành công cần 36 tiểu bang, Tennessee hoàn tất quá trình. Tuy không phê chuẩn, những bang sau duyệt y tu chính án sau khi ban hành. Vài tiểu bang không tiểu bang không triệu tập phiên lập pháp để tổ chức biểu quyết đến sau, vài từ chối khi giao nộp và đổi ý nhiều năm sau, việc phê chuẩn cuối cùng diễn ra vào năm 1984.
1. Connecticut (14 tháng 9, 1920, tái khẳng định vào ngày 21 tháng 9, 1920)
2. Vermont (8 tháng 2, 1921)
3. Delaware (6 tháng 3, 1923, sau khi bị phủ quyết vào ngày 2 tháng 6, 1920)
4. Maryland (29 tháng 3, 1941, sau khi bị phủ quyết vào ngày 24 tháng 2, 1920; không được chứng nhận cho đến ngày 25 tháng 2, 1958)
5. Virginia (21 tháng 2, 1952, sau khi bị phủ quyết vào ngày 12 tháng 2, 1920)
6. Alabama (8 tháng 9, 1953, sau khi bị phủ quyết vào ngày 22 tháng 9, 1919)
7. Florida (13 tháng 5, 1969)[84]
8. South Carolina (1 tháng 7, 1969, sau khi bị phủ quyết vào ngày 28 tháng 1, 1920; không chứng nhận cho đến ngày 22 tháng 8, 1973)
9. Georgia (20 tháng 2, 1970, sau khi bị phủ quyết vào ngày 24 tháng 7, 1919)
10. Louisiana (11 tháng 6, 1970, sau khi bị phủ quyết vào ngày 1 tháng 7, 1920)
11. North Carolina (6 tháng 5, 1971)
12. Mississippi (22 tháng 3, 1984, sau khi bị phủ quyết vào ngày 29 tháng 3, 1920)

## Thử thách pháp lý

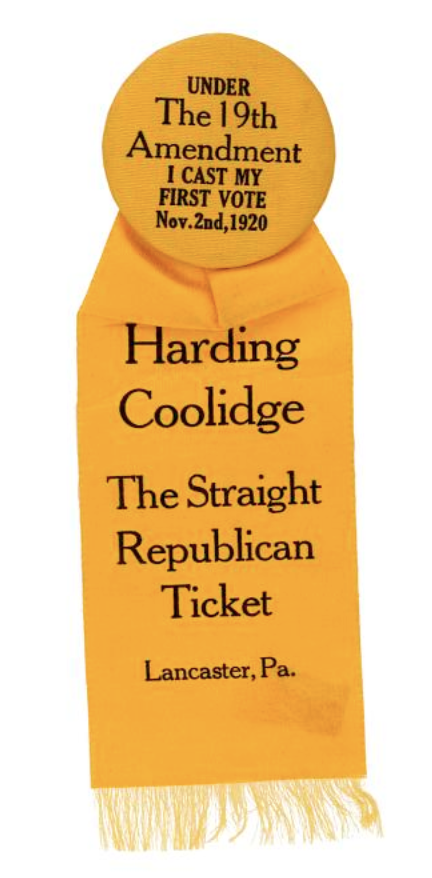
"Tôi bỏ lá phiếu đầu tiên của mình" Huy hiệu nữ tuyển Tu chính án thứ 19, 2 tháng 11 năm 1920

### Leser v. Garnett
Tòa án tối cao Hoa Kỳ nhất trí giữ vững tính hợp lệ của tu chính án trong Leser v. Garnett. Công dân Maryland Mary D. Randolph, "'nữ công dân da màu' ở 331 Đường West Biddle" và Cecilia Street Waters, "phụ nữ da trắng" ở 824 Đường North Eutaw, xin đăng ký và được chấp nhận làm dân bầu cử Baltimore đủ tư cách vào ngày 12 tháng 10 năm 1920. Để xóa tên khỏi danh sách dân bầu đủ tư cách, Oscar Leser và những người khác kiện hai phụ nữ dựa trên cơ sở họ là phụ nữ, cho rằng không được bầu bởi Hiến pháp Maryland chỉ cho đàn ông bầu cử và nghị hội Maryland đã từ chối phê chuẩn Tu chính án thứ 19. Hai tháng sau vào ngày 26 tháng 8 năm 1920, chính phủ liên bang tuyên bố tu chính án thành một phần hiến pháp.
Leser cho rằng tu chính án quốc gia "tiêu hủy sự tự trị của tiểu bang" vì tăng số dân bầu của Maryland mà không có tiểu bang đồng ý. Tòa án tối cao đáp rằng Tu chính án 19 dùng từ giống như Tu chính án thứ 15 tăng số dân bầu tiểu bang bất luận chủng tộc trong hơn 50 năm đến thời điểm đấy mặc dù bị sáu tiểu bang phủ quyết, kể cả Maryland. Leser tranh luận thêm rằng hiến pháp tiểu bang ở vài bang không cho phép nghị hội phê chuẩn, tòa đáp rằng việc phê chuẩn là quyền liên bang do Điều V Hiến pháp Hoa Kỳ giao phó và không bị hiến pháp tiểu bang giới hạn. Cuối cùng, nguyên cáo cho rằng Tu chính án thứ 19 không được thông qua do Tennessee lẫn West Virginia đều vi phạm thủ tục lập pháp. Tòa án phán rằng không quan trọng bởi Connecticut và Vermont đã phê chuẩn tu chính án, cung cấp số tiểu bang cần thiết để ban hành Tu chính án thứ 19 không cần Tennessee và West Virginia. Tòa cũng quyết định rằng chứng thư phê chuẩn của Tennessee và West Virginia ràng bộc và Bộ trưởng tiểu bang của cả hai đều đã chứng thực. Theo phán quyết tòa, Randolph và Waters được trở thành dân bầu cử đăng ký ở Baltimore.

### Fairchild v. Hughes
Trong Fairchild v. Hughes, Tòa án tối cao phán quyết xem công dân ở tiểu bang có sẵn nữ tuyển có tư cách thách thức tính hợp lệ của việc phê chuẩn Tu chính án thứ 19 hay không. Ngày 7 tháng 7 năm 1920, Charles S. Fairchild kiện tính hợp lệ của quá trình phê chuẩn ở Tòa án tối cao Quận Columbia, tòa bác bỏ vụ việc vào ngày 20 tháng 7, Fairchild kháng cáo. Ngày 26 tháng 8, Hughes công nhận Tennessee phê chuẩn và Tu chính án thứ 19 thành luật. Tòa thượng thẩm tán thành phán quyết tòa dưới, vụ việc kháng cáo lên Tòa án tối cao, lý luận xem xét vào tháng 11 năm 1922. Tháng 2, Tòa án tối cao nhất trí phán quyết rằng Fairchild là công dân tư không có tư cách thách thức tính hợp lệ của việc phê chuẩn tu chính án theo những hạn chế của Đoạn Án kiện hay Tranh nghị tại Điều III.

## Tác dụng

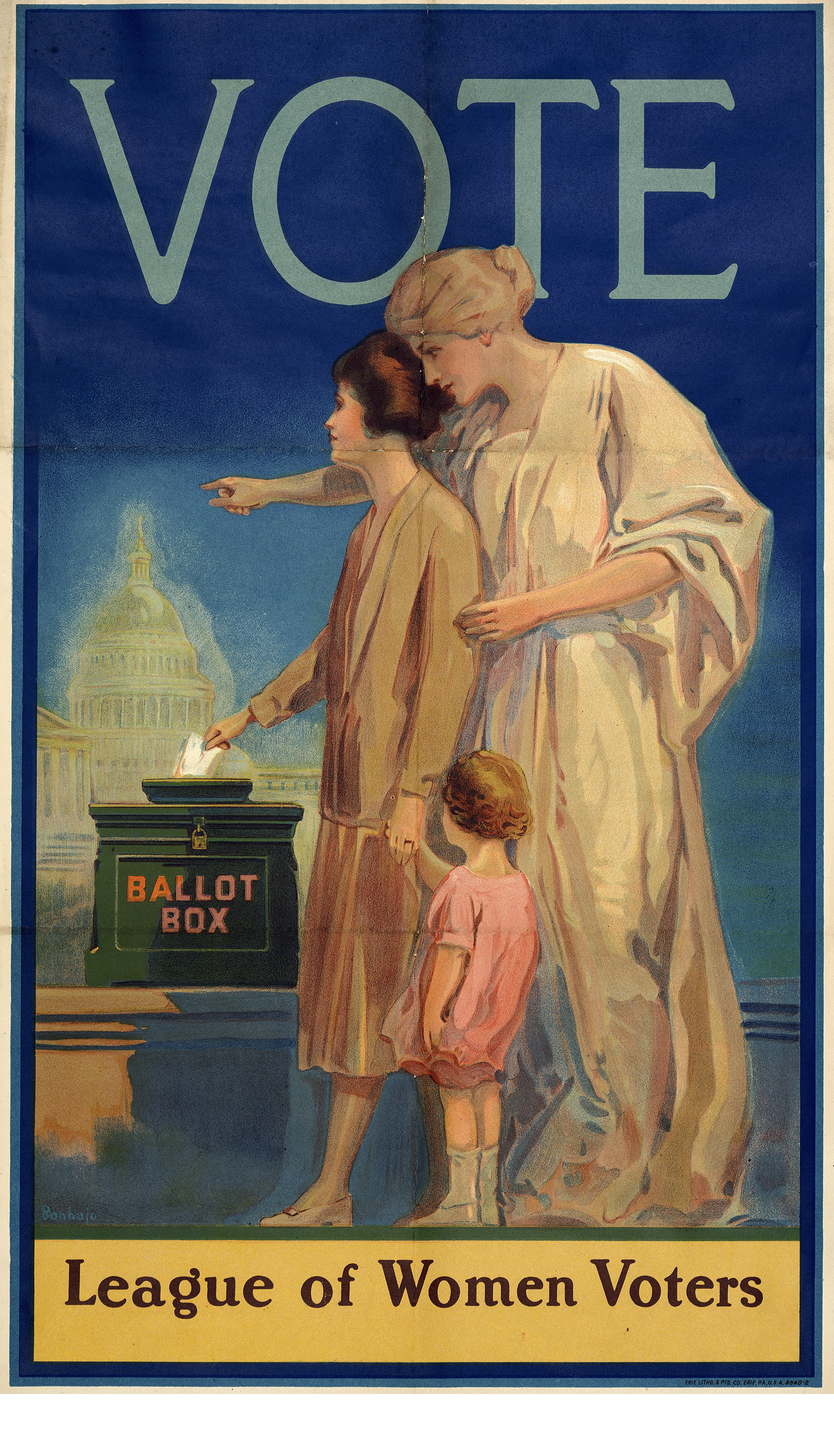
Áp phích BẦU, Liên hiệp phụ nữ bầu cử, 1920

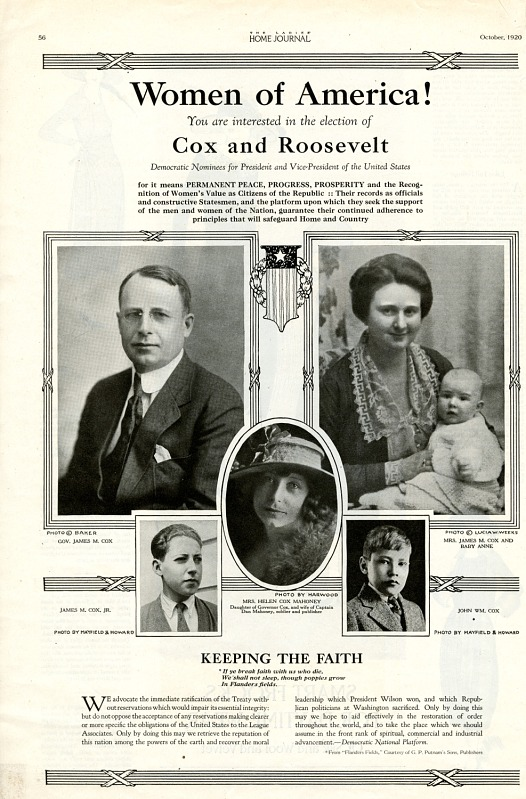
Quảng cáo của Tạp chí Ladies Home nhắm phụ nữ bầu cử cho cuộc bầu cử tổng thống 1920

### Hành vi bầu cử của phụ nữ
Tu chính án thứ 19 phê chuẩn cho phép 26 triệu phụ nữ Mỹ bỏ phiếu, kịp với cuộc bầu cử tổng thống 1920. Nhiều nhà lập pháp lo sợ rằng khối phụ nữ mạnh mẽ sẽ nổi dậy trên chính trường Mỹ, dẫn tới thông qua luật như Luật Sheppard-Towner bảo vệ thân phận người mẹ và thời thơ ấu 1921, mở rộng chăm sóc người mẹ trong thập niên 20. Phụ nữ mới được bầu và các nhóm phụ nữ ưu tiên chương trình cải cách thay vì lòng trung với đảng, mục tiểu đầu tiên là Luật Sheppard-Towner, là luật an sinh xã hội liên bang đầu tiên và tạo ra sự khác biệt lớn trước khi hết hạn vào năm 1929. Các thành công khác ở cấp liên bang về lao động phụ nữ và quyền công dân phụ nữ bao gồm thành lập Cục phụ nữ trong Bộ lao động vào năm 1920 và thông qua Luật Cable vào năm 1922. Sau cuộc bầu cử tổng thống 1923, chính khách nhận thấy khối phụ nữ họ sợ không tồn tại và họ không cần phải quan tâm đến các "vấn đề phụ nữ". Sự hình thành của khối bầu cử phụ nữ tìm ở nhiều thời điểm tùy theo nguồn, từ thập niên 50 đến 1970. Trong năm 1970, khoảng cách giới tính trong bầu cử toàn quốc nổi lên, phụ nữ thường bầu ứng viên Dân chủ trong các cuộc bầu cử tổng thống.
Theo nhà khoa học chính trị J. Kevin Corder và Christina Wolbrecht, ít phụ nữ đi bầu trong cuộc bầu cử toàn quốc đầu tiên sau khi Tu chính án thứ 19 ban hành. Năm 1920, 36% số phụ nữ đủ tư cách đi bầu (so với 68% số nam). Mức đi bầu thấp của phụ nữ một phần do các rào cản bầu cử khác như kiểm tra biết chữ, yêu cầu cư trú lâu và thuế bầu. Sự không có kinh nghiệm với bầu cử và ý tưởng dai dẳng rằng phụ nữ đi bầu là không đúng cũng có thể giữ mức bầu thấp. Khoảng cách tham gia thấp nhất giữa nam và nữ ở các tiểu bang cân ngang đương thời, ở các bang có tranh cử ngang sức hơn như Missouri, Kentucky và những nơi rào cản bầu cử ít. Đến năm 1960, phụ nữ đi bầu nhiều hơn nam và khuynh hướng phụ nữ tham gia bầu cử cao hơn tiếp tục vào năm 2018.

### Hạn chế

#### Phụ nữ Mỹ gốc Phi
Người Mỹ gốc Phi đã giành được quyền bầu cử, nhưng với 75% thì chỉ trên danh nghĩa mà thôi bởi các khẽ hở hiến pháp ngăn họ hành sử quyền lợi. Trước khi tu chính án thông qua, giới chính khách miền nam giữ vững lòng tin không cho phép phụ nữ gốc Phi đi bầu. Họ không chỉ phải đấu tranh cho quyền bầu cử của mình mà còn cho quyền của đàn ông gốc Phi.
Ba triệu phụ nữ phía nam của Đường Mason-Dixon tiếp tục không được bầu cử sau khi tu chính án ban hành. Công chức bầu cử thường xuyên chặn không cho tiếp cận thùng bỏ phiếu. Khi phụ nữ gốc Phi cố đăng ký, công chức tăng dùng các biện pháp mà Brent Staples trong bài quan điểm cho tờ New York Times gọi là gian lận, hăm dọa, thuế bầu và bạo lực chính phủ. Năm 1926, một nhóm phụ nữ cố đăng ký ở Birmingham, Alabama bị công chức đánh đập. Những sự kiện như vậy, lời hăm dọa bạo lực, mất việc và hành vi nguy hại hợp pháp hóa ngăn phụ nữ da màu đi bầu. Cho đến khi Tu chính án thứ 24 ban hành năm 1962 thì Quốc hội và các tiểu bang mới bị cấm quy định bầu cử phải trả thuế bầu hay các thuế khác, mở đường cho nhiều cải cách trong Luật quyền bầu cử năm 1965.
Người Mỹ gốc Phi tiếp tục đối mặt những rào cản ngăn đi bầu cho đến khi phong trào mới nổi lên vào thập niên 50 và 60 coi quyền bầu cử là dân quyền. Gần một ngàn công nhân dân quyền tụ hội ở miền nam để ủng hộ quyền bầu cử làm một phần của Mùa hè Tự do. Tuy nhiên, công chức tiểu bang tiếp tục từ chối đăng ký cho đến khi Luật quyền bầu cử năm 1965 thông qua, cấm kỳ thị chủng tộc với bầu cử. Lần đầu tiên, tiểu bang bị cấm áp đặc hạn chế kỳ thị lên điều kiện bầu cử và các cơ chế thành lập cho phép chính phủ liên bang thi hành các điều khoản.

#### Các nhóm thiểu số khác
Người Mỹ bản xứ có được quốc tịch theo Luật Quốc hội vào năm 1924, nhưng chính sách tiểu bang ngăn họ đi bầu. Năm 1948, cựu chiến binh Thế chiến thứ hai đi kiện, khiến người Mỹ bản xứ được bầu ở New Mexico và Arizona, nhưng vài bang tiếp tục cấm cho đến năm 1957.
Thuế bầu cử và kiểm tra biết chữ ngăn phụ nữ latino đi bầu. Ví dụ, ở Puerto Rico phụ nữ không được bầu cử cho đến năm 1929, nhưng chỉ phụ nữ biết chữ mới được cho đến năm 1935. Bên cạnh đó, việc gia hạn Luật quyền bầu cử năm 1975 bao gồm yêu cầu lá phiếu và vật liệu bầu cử song ngữ ở vài vùng, làm phụ nữ latino bầu dễ hơn.
Luật nhập cư quốc gia ngăn người châu Á có được quốc tịch cho đến năm 1952.

#### Hạn chế khác
Sau khi Tu chính án thứ 19 ban hành, phụ nữ vẫn có các hạn chế chính trị. Phụ nữ phải vận động nhà lập pháp tiểu bang, kiện tụng và làm phong trào viết thư để giành được quyền tham gia đoàn phụ thẩm. Ở California, phụ nữ giành quyền làm phụ thẩm viên bốn năm sau khi Tu chính án thứ 19 ban hành. Ở Colorado thì mất đến 33 năm. Phụ nữ tiếp tục đối mặt trở ngại vật khi tranh cử chức vụ công cử, và Tu chính án bình quyền sẽ ấn định quyền lợi bình đẳng cho phụ nữ vẫn chưa được thông qua.

## Di sản

### Liên minh cử tri nữ
Năm 1920 khoảng sáu tháng trước khi Tu chính án thứ 19 ban hành, Emma Smith DeVoe cùng Carrie Chapman Catt đồng ý sát nhập Hiệp hội nữ tuyển Hoa Kỳ toàn quốc vào Hội đồng nữ cử tri toàn quốc để giúp phụ nữ mới có quyền bầu hành sử quyền lợi. Ban đầu, chỉ phụ nữ có thể gia nhập liên minh, nhưng vào năm 1973 hiến chương được sửa đổi cho phép đàn ông. Hiện tại, Liên minh nữ cử tri hoạt động ở cấp địa phương, tiểu bang và liên bang có hơn 1,000 hội địa phương, 50 hội tiểu bang và một hội lãnh thổ ở Quần đảo Virgin. Vài nhà phê bình và sử gia hỏi liệu thành lập tổ chức chuyên môn giáo dục chính trị thay vì hành động chính trị có hợp lý trong những năm đầu sau ban hành hay không, ám chỉ rằng Liên minh nữ cử tri chia rẽ năng lực của giới hoạt động.

### Tu chính án bình quyền
Alice Paul và Đảng phụ nữ toàn quốc không tin rằng Tu chính án thứ 19 đủ để bảo đảm nam nữ bình đẳng, năm 1921 Đảng công bố kế hoạch vận động cho tu chính án khác sẽ bảo đảm bình quyền không giới hạn với bầu cử. Bản thảo đầu tiên của Tu chính án bình quyền do Paul và Crystal Eastman viết, đặt tên là "Tu chính án Lucretia Mott" ghi: "Bất bình đẳng hoặc thất năng chính trị, dân chính hay pháp lý theo giới tính hay hôn nhân, trừ phi áp dụng đồng đều cho cả hai giới tính, sẽ tồn tại trong Hoa Kỳ hay bất cứ lãnh thổ nào thuộc quyền hạn." Thượng nghị sĩ Charles Curtis đệ lên Quốc hội năm đó, nhưng không có cuộc biểu quyết. Tu chính án đệ trình vào mỗi khóa họp quốc hội từ năm 1921 đến 1971, thường không ra khỏi được ủy ban.
Tu chính án, giới hoạt động nữ quyền không ủng hộ hoàn toàn, còn Carrie Patt và Liên minh nữ cử tri thì phản đổi. Trong khi Đảng phụ nữ toàn quốc tin vào bình đẳng hoàn toàn, ngay cả khi phải hy sinh những lợi ích cho phụ nữ của các luật bảo vệ, vài nhóm như Ủy ban quốc hội chung phụ nữ và Cục phụ nữ tin rằng mất lợi ích về quy định an toàn, điều kiện làm việc, nghỉ trưa, nghỉ thai sản và các bảo vệ lao động khác sẽ thắng lợi ích sẽ giành được. Các lãnh đạo lao động như Alice Hamilton và Mary Anderson cho rằng sẽ đẩy lui nỗ lực và hy sinh các tiến bộ đã giành được. Đáp lại, điều khoản tên là "phụ điều Hayden" thêm vào Tu chính án bình quyền để giữ lại bảo vệ lao động đặc biệt cho phụ nữ, Thượng viện thông qua vào năm 1950 và 1953 nhưng không được ở Hạ viện. Năm 1958, Tổng thống Eisenhower kêu gọi Quốc hội thông qua tu chính án, nhưng phụ điều Hayden rất gây tranh cãi, Đảng phụ nữ toàn quốc và các nhóm khác chống đối, cho rằng làm hỏng mục đích ban đầu.
Các phong trào phụ nữ đâm chồi nảy lộc của thập niên 60 và 70 khôi phục lòng ủng hộ tu chính án. Hạ nghị sĩ Martha Griffiths của Michigan tái đệ trình vào năm 1971, Hạ viện thông qua cùng năm. Sau khi Thượng viện thông qua vào ngày 22 tháng 3 năm 1972, tu chính án nộp cho nghị hội tiểu bang phê chuẩn. Quốc hội ban đầu hạn cho đến ngày 22 tháng 3 năm 1979, lúc đấy cần ít nhất 38 tiểu bang để ban hành tu chính án. Năm 1977 đạt được 35, có ủng hộ lưỡng đảng bao gồm cả hai chính đảng lớn và các Tổng thống Nixon, Ford và Carter. Tuy nhiên, khi Phyllis Schlafly động viên phụ nữ bảo thủ phản đối, bốn tiểu bang thu hồi phê chuẩn, dù có được làm hay không thì còn tranh cãi. Tu chính án không có được 38 bang khi tới hạn. Tổng thống Carter ký gia hạn kỳ hạn đến năm 1982, nhưng không tiểu bang mới nào phê chuẩn.
Vào thập niên 90, giới ủng hộ Tu chính án bình quyền lại bắt đầu vận động phê chuẩn, cho rằng những phê chuẩn trước kỳ hạn vẫn áp dụng, rằng kỳ hạn có thể dỡ bỏ và chỉ cần thêm ba tiểu bang nữa. Việc tu chính án vẫn nộp cho tiểu bang phê chuẩn hay không vẫn còn tranh cãi, nhưng vào năm 2014 thượng viện Virginia lẫn Illinois biểu quyết phê chuẩn, dù bị hạ viện phủ quyết. Năm 2017, 45 năm sau khi tu chính án nộp cho các tiểu bang, nghị hội Nevada trở thành bang đầu tiên phê chuẩn sau kỳ hạn, Illinois theo sau vào năm 2018. Nỗ lực khác ở Virginia thông qua ở hạ viện nhưng thất bại tại thượng viện chỉ vì một phiếu. Nỗ lực dỡ bỏ kỳ hạn gần đây nhất vào đầu năm 2019, là dự luật từ Jackie Speier có 188 nhà đồng tài trợ và đang chờ ở Quốc hội theo tháng 8 năm 2019.

### Kỷ niệm
Một phiến đá cẩm thạch bảy tấn rưỡi từ mỏ đả ở Carrara, Ý do nhà điêu khắc Adelaide Johnson khắc thành tượng tên là "Tượng đài chân dung" (ban đầu là "Phong trào phụ nữ") vén màng ở Nhà tròn Điện Capitol vào ngày 15 tháng 2 năm 1921, sáu tháng sau khi Tu chính án thứ 19 ban hành, trùng với lễ kỷ niệm tròn năm thứ 101 ngày sinh Susan B. Anthony và trong khi Đảng phụ nữ toàn quốc tổ chức hội nghị quốc gia sau ban hành đầu tiên ở Washington, D.C. Đảng coi nó như quà "từ phụ nữ Hoa Kỳ." Tượng đài đặt tại Nhà tròn Điện Capito và có tượng bán thân của Susan B. Anthony, Elizabeth Cady Stanton và Lucretia Mott. Hơn 50 nhóm phụ nữ có đại biểu từ mọi tiểu bang mặt ở lễ cung hiến năm 1921 do Jane Addams chủ trì. Sau buổi lễ, tượng đại tạm thời dời về Hầm Capitol, ở ít hơn một tháng cho đến khi Johnson phát hiện dòng chữ tổ bằng vàng ở mặt sau đã bị gỡ. Dòng chữ ghi trong một phần: "Đầu tiên từ chối linh hồn, rồi gọi mất trí, nay phụ nữ nổi dậy tuyên bố là vật thể đáng xem xét. Về mặt tâm linh, phong trào phụ nữ biểu thị sự giải phóng của nữ giới. Sự phóng thích của phái nữ nhân loại, sự kết hợp đạo đức của tiến hóa nhân loại đến giải cứu loài người chia rẽ và khống khổ khỏi bản thân dã man." Quốc hội từ chối thông qua vài dự luật di chuyển bức tượng, nơi trong hầm cùng có chổi và cây lau nhà. Năm 1963, Hầm được dọn dẹp cho buổi triển lãm vài bức tượng luôn cả bức này, đã mệnh danh là "Phụ nữ trong bồn tắm." Năm 1995 vào lễ kỷ niệm tròn năm thứ 75 Tu chính án thứ 19, các nhóm phụ nữ khôi phục chú ý quốc hội với bức tượng vào ngày 14 tháng 5 năm 1997, cuối cùng trả về Nhà tròn.
Ngày 26 tháng 8 năm 2016, tượng đài kỷ niệm Tennessee làm tiểu bang thứ 36 cần thiết để ban hành Tu chính án thứ 19 vén màn ở Centennial Park (Nashville) ở Nashville, Tennessee. Đài kỳ niệm, do Công ty Tennessee Suffrage Monument dựng và Alan LeQuire sáng tạo, có chân dung của các nhà nữ tuyển có chân trong việc Tennessee phê chuẩn: Carrie Chapman Catt, Anne Dallas Dudley, Abby Crawford Milton, Juno Frankie Pierce và Sue Shelton White. Tháng 6 năm 2018, thành phố Knoxville, Tennessee đưa ra tượng điêu khắc khác của LeQuire, lần này của hạ nghị sĩ 24 tuổi Harry T. Burn cùng mẹ. Hạ nghị sĩ Burn, theo ý mẹ, bỏ lá phiếu quyết định vào ngày 18 tháng 8 năm 1920, khiến Tennesse làm tiểu bang cuối cùng cần thiết để ban hành Tu chính án thứ 19.
Năm 2018, Utah khởi xướng phong trào tên là Better Days 2020 để "phổ biến hóa lịch sử phụ nữ của Utah." Một trong những việc đầu tiên là công bố biển số xe mới trên bậc thềm nhà nghị hội của Thành phố Salt Lake để công nhận nữ tuyển. Biến số xe kỷ niệm có được khi đăng ký xe mới hay đang có ở tiểu băng. Năm 2020 đánh dấu lễ kỷ niệm trăm năm thông qua Tu chính án thứ 19 và lễ kỷ niệm thứ 50 phụ nữ đi bầu đầu tiên ở Utah, là bang đầu tiên của nước mà phụ nữ bỏ phiếu.
Lễ kỷ niệm hằng năm thông qua Tu chính án thứ 19, tên là Ngày bình quyền phụ nữ, khởi xướng vào ngày 26 tháng 8 năm 1973. Thường giới truyền thông chú ý nhiều vào các lễ quan tọng như lễ thứ 75 (1995) và 100 (2020), cũng như vào năm 2016 bởi cuộc bầu cử tổng thống. Với lễ kỷ niệm trăm năm, vài tổ chức tổ chức sự kiện hay cuộc triển lãm lớn, bao gồm Trung tâm hiến pháp quốc gia và Sở quản lý tài liệu, hồ sơ lưu trữ quốc gia.

### Văn hóa thịnh hành
Tu chính án thứ 19 có mặt trong nhiều bài hát, phim và chương trình truyền hình. Bài hát năm 1976 "Sufferin' Till Suffrage" của Schoolhouse Rock!, do Essra Mohawk trình diễn và Bob Dorough cùng Tom Yohe viết, có ghi trong vài phần, "Không phụ nữ nào đây được bầu, bất kể tuổi tác. Rồi Tu chính án thứ 19 phá lệ đè ép... Đúng đấy Tu chính án thứ 19 phá lệ đè ép." Năm 2018, nhiều nghệ sĩ thu âm phát hành tập nhạc tên là 27: The Most Perfect Album, có bài hát lấy ý tưởng thừ 27 tu chính án hiên sphaps; bài của Dolly Parton dựa trên Tu chính án thứ 19 tên là "A Woman's Right".
One Woman, One Vote là phim tài liệu năm 1995 của PBS do diễn viên Susan Sarandon thuật, từ Hội nghị Seneca Falls đến Tu chính án thứ 19 ban hành. Ken Burns công bó phim tài liệu khác vào năm 1999, Not For Ourselves Alone: The Story of Elizabeth Cady Stanton & Susan B. Anthony, dùng cảnh quay lưu trữ và thuyết minh của các diễn viên Ann Dowd, Julie Harris, Sally Kellerman và Amy Madigan. Năm 2013, John Green, tác giả bán chạy của The Fault in Our Stars, làm một khúc phim tên Women in the 19th Century: Crash Course US History #31, cung cấp cái nhìn tổng quát về phong trào phụ nữ dẫn đến Tu chính án thứ 19.
Vở kịch năm 2004 Iron Jawed Angels trình bày nhà nữ tuyển Alice Paul và Lucy Burn giúp bảo đảm thông qua Tu chính án thứ 19, do diễn viên Hilary Swank và Frances O'Connor đóng vai. Tháng 8 năm 2018, cựu Bộ trưởng ngoại giao Hillary Clinton cùng nhà làm phim kiêm đạo diễn đắc Giải thưởng Academy Steven Spielberg công bố kế hoạch làm phim truyền hình nhiều tập dựa trên sách bán chạy của Elaine Weiss, The Woman's Hour: The Great Fight to Win the Vote.

### Trích dẫn
1. ↑  "19th Amendment". LII / Legal Information Institute (bằng tiếng Anh). Truy cập ngày 24 tháng 5 năm 2019.
2. ↑  Nenadic, Susan L. (tháng 5 năm 2019). "Votes for Women: Suffrage in Michigan". Michigan History. Quyển 103 số 3. Lansing, Michigan: Historical Society of Michigan. tr. 18.
3. ↑  Keyssar, Alexander (2000). The Right to Vote: The Contested History of Democracy in the United States. New York: Basic Books. tr. 173.
4. ↑  "Image 8 of Report of the Woman's Rights Convention, held at Seneca Falls, New York, July 19th and 20th, 1848. Proceedings and Declaration of Sentiments". Library of Congress, Washington, D.C. 20540 USA. Truy cập ngày 20 tháng 5 năm 2019.
5. ↑  DuBois, Ellen Carol (1998). Woman Suffrage and Women's Rights. New York: New York University Press. ISBN 978-0585434711. OCLC 51232208.
6. ↑  Weber, Liz (ngày 3 tháng 6 năm 2019). "Women of color were cut out of the suffragist story. Historians say it's time for a reckoning". The Washington Post. Truy cập ngày 4 tháng 6 năm 2019.
7. ↑  Nordell, Jessica (ngày 24 tháng 11 năm 2016). "Millions of women voted this election. They have the Iroquois to thank". Washington Post. Truy cập ngày 5 tháng 6 năm 2019.
8. ↑  United States Senate (1865). Petition for Universal Suffrage which Asks for an Amendment to the Constitution that Shall Prohibit the Several States from Disenfranchising Any of Their Citizens on the Ground of Sex. File Unit: Petitions and Memorials, Resolutions of State Legislatures which were Presented, Read, or Tabled during the 39th Congress, 1865 - 1867. National Archives and Records Administration. Bản gốc lưu trữ ngày 19 tháng 9 năm 2016. Truy cập ngày 29 tháng 7 năm 2016. {{Chú thích sách}}: Đã bỏ qua |website= (trợ giúp)
9. ↑  "Universal Suffrage". National Archives (bằng tiếng Anh). ngày 15 tháng 8 năm 2016. Truy cập ngày 21 tháng 5 năm 2019.
10. ↑  Banaszak 1996, tr. 5–6.
11. 1 2  Banaszak 1996, tr. 6–7.
12. 1 2 3 4  Mintz, Steven (tháng 7 năm 2007). "The Passage of the Nineteenth Amendment". OAH Magazine of History. Quyển 21 số 3. Organization of American Historians. tr. 47. doi:10.1093/maghis/21.3.47.
13. ↑  Woloch 1984, tr. 307.
14. ↑  "America's Founding Documents". National Archives (bằng tiếng Anh). ngày 30 tháng 10 năm 2015. Truy cập ngày 17 tháng 12 năm 2019.
15. 1 2  Flock, Elizabeth (ngày 10 tháng 9 năm 2019). "5 things you might not know about the 19th Amendment". PBS NewsHour (bằng tiếng Anh). Truy cập ngày 16 tháng 12 năm 2019.
16. 1 2  Mead 2004, tr. 2.
17. ↑  "14th Amendment". Legal Information Institute, Cornell University School of Law. Truy cập ngày 31 tháng 5 năm 2019.
18. 1 2  Banaszak 1996, tr. 8.
19. 1 2  Mead 2004, tr. 35–38.
20. ↑  83 U.S. 130 (1873)
21. 1 2  Baker 2009, tr. 3.
22. ↑  88 U.S. 162 (1874)
23. 1 2  Woloch 1984, tr. 333.
24. ↑  Myres, Sandra L. (1982). Westering Women and the Frontier Experience. Albuquerque: University of New Mexico Press. tr. 227–30. ISBN 9780826306258.
25. ↑  Mead 2004, tr. 38.
26. ↑  Amar 2005, tr. 421.
27. 1 2 3  Kobach, Kris (tháng 5 năm 1994). "Woman suffrage and the Nineteenth Amendment". University of Missouri–Kansas City School of Law. Bản gốc lưu trữ ngày 10 tháng 11 năm 2010. Truy cập ngày 2 tháng 2 năm 2011. See also: Excerpt from Kobach, Kris (tháng 5 năm 1994). "Rethinking Article V: term limits and the Seventeenth and Nineteenth Amendments". Yale Law Journal. Quyển 103 số 7. Yale Law School. tr. 1971–2007. doi:10.2307/797019. JSTOR 797019.
28. ↑  United States House of Representatives (ngày 30 tháng 4 năm 1888). House Joint Resolution (H.J. Res.) 159, Proposing an Amendment to the Constitution to Extend the Right to Vote to Widows and Spinsters who are Property Holders. File Unit: Bills and Resolutions Originating in the House of Representatives during the 50th Congress, 1885 - 1887. National Archives and Records Administration. Bản gốc lưu trữ ngày 27 tháng 2 năm 2021. Truy cập ngày 25 tháng 7 năm 2016. {{Chú thích sách}}: Đã bỏ qua |website= (trợ giúp)
29. ↑  Woloch 1984, tr. 325-326.
30. ↑  Banaszak 1996, tr. 133–134.
31. 1 2  Woloch 1984, tr. 334.
32. ↑  Woloch 1984, tr. 327.
33. 1 2  "Perspective | It's time to return black women to the center of the history of women's suffrage". Washington Post (bằng tiếng Anh). Truy cập ngày 24 tháng 5 năm 2019.
34. ↑  "The Black Church". The Black Suffragist. Bản gốc lưu trữ ngày 6 tháng 6 năm 2019. Truy cập ngày 15 tháng 5 năm 2020.
35. 1 2 3  Terborg-Penn, Rosalyn (1998). African American Women in the Struggle for the Vote, 1850-1920 (bằng tiếng Anh). Indiana University Press. ISBN 9780253211767. rosalyn terborg-penn african american women in the struggle for the vote.
36. ↑  Goodier, S.; Pastorello, K. (2017). "A Fundamental Component: Suffrage for African American Women". Women Will Vote: Winning Suffrage in New York State. ITHACA; LONDON: Cornell University Press. tr. 71–91.
37. 1 2 3  "African American Women and the Nineteenth Amendment (U.S. National Park Service)". nps.gov (bằng tiếng Anh). Truy cập ngày 5 tháng 6 năm 2019.
38. ↑  "A National Association for Colored Women". The Black Suffragist. Bản gốc lưu trữ ngày 6 tháng 6 năm 2019. Truy cập ngày 15 tháng 5 năm 2020.
39. ↑  "National Association of Colored Women's Clubs". Britannica.com.
40. ↑  "SISTERHOOD: The Black Suffragist: Trailblazers of Social Justice -- A Documentary Film". The Black Suffragist. Bản gốc lưu trữ ngày 23 tháng 5 năm 2020. Truy cập ngày 15 tháng 5 năm 2020.
41. 1 2 3 4 5 6 7 8 9  Lichtman, Allan J. (2018). The Embattled Vote in America: From the Founding to the Present. Cambridge, MA: Harvard University Press. tr. 120. ISBN 9780674972360.
42. 1 2 3 4 5 6 7  Weiss, Elaine (2018). The Woman's Hour: The Great Fight to Win the Vote. Penguin Books. ISBN 9780143128991.
43. 1 2 3 4  "Votes for Women means Votes for Black Women". National Women's History Museum (bằng tiếng Anh). Truy cập ngày 5 tháng 6 năm 2019.
44. 1 2  "Carrie Chapman Catt (1859-1947) | Turning Point Suffragist Memorial" (bằng tiếng Anh). Truy cập ngày 21 tháng 5 năm 2019.
45. 1 2 3  Ault, Alicia (ngày 9 tháng 4 năm 2019). "How Women Got the Vote Is a Far More Complex Story Than the History Textbooks Reveal". Smithsonian.com. Truy cập ngày 15 tháng 5 năm 2019.
46. ↑  Evans, Sara M. (1989). Born for Liberty: A History of Women in America. New York: The Free Press. tr. 164–72.
47. ↑  "How World War I helped give US women the right to vote". army.mil (bằng tiếng Anh). Truy cập ngày 22 tháng 5 năm 2019.
48. 1 2  Christine Stansell. The Feminist Promise. New York: The Modern Library, 2011, pp. 171–174.
49. 1 2  "Nineteenth Amendment | History & Facts". Encyclopedia Britannica (bằng tiếng Anh). Truy cập ngày 23 tháng 5 năm 2019.
50. 1 2 3  Lunardini, C.; Knock, T. (1980). "Woodrow Wilson and Woman Suffrage: A New Look". Political Science Quarterly. Quyển 95 số 4. tr. 655–671. doi:10.2307/2150609. JSTOR 2150609.
51. ↑  "The House's 1918 Passage of a Constitutional Amendment Granting Women the Right to Vote | US House of Representatives: History, Art & Archives". history.house.gov (bằng tiếng Anh). Truy cập ngày 28 tháng 5 năm 2019.
52. 1 2 3 4  Cooney, Jr., Robert P. J. (2005). Winning the Vote: the Triumph of the American Woman Suffrage Movement. Santa Cruz, CA: American Graphic Press. tr. 408–427. ISBN 978-0977009503.
53. ↑  "U.S. Senate: The Senate Passes the Woman Suffrage Amendment". senate.gov. Truy cập ngày 23 tháng 5 năm 2019.
54. ↑  Shuler, Marjorie (ngày 4 tháng 9 năm 1920). "Out of Subjection Into Freedom". The Woman Citizen. tr. 360. Bản gốc lưu trữ ngày 11 tháng 7 năm 2012. Truy cập ngày 15 tháng 5 năm 2020.
55. ↑  Keyssar, Alexander (ngày 15 tháng 8 năm 2001). The Right to Vote. ISBN 978-0-465-02969-3.
56. 1 2 3 4  Jones, Robert B., and Mark E. Byrnes (Fall 2009). "The "Bitterest Fight": The Tennessee General Assembly and the Nineteenth Amendment". Tennessee Historical Quarterly. Quyển 68 số 3. tr. 270–295. JSTOR 42628623.{{Chú thích tạp chí}}:  Quản lý CS1: nhiều tên: danh sách tác giả (liên kết)
57. ↑  Goodstein, A. (1998). "A Rare Alliance: African American and White Women in the Tennessee Elections of 1919 and 1920". The Journal of Southern History. Quyển 64 số 2. tr. 219–46. doi:10.2307/2587945. JSTOR 2587945..
58. ↑  Van West 1998.
59. ↑  Monroe, Judy (1998). The Nineteenth Amendment: Women's Right to Vote. Berkeley Heights, NJ: Ensloe Publishers, Inc. tr. 77. ISBN 978-0-89490-922-1.
60. ↑  Hakim 1995, tr. 29–33.
61. 1 2  Mount, Steve (tháng 1 năm 2007). "Ratification of Constitutional Amendments". Truy cập ngày 24 tháng 2 năm 2007.
62. ↑  "Claim Wisconsin First to O.K. Suffrage". Milwaukee Journal. ngày 2 tháng 11 năm 1919. Truy cập ngày 16 tháng 11 năm 2010.
63. 1 2  "Two States Ratify Votes for Women". The Ottawa Herald. Ottawa, Kansas. ngày 10 tháng 6 năm 1919. tr. 1. Truy cập ngày 17 tháng 12 năm 2018 – qua Newspapers.com.
64. 1 2  "Wisconsin O.K.'s Suffrage; Illinois First". The Capital Times. Madison, Wisconsin. ngày 10 tháng 6 năm 1919. tr. 1. Truy cập ngày 17 tháng 12 năm 2018 – qua Newspapers.com.
65. ↑  Harper, Ida Husted, biên tập (1922). History of Woman Suffrage. Quyển 6: 1900-1920. Rochester, New York: J. J. Little & Ives Company for the National Woman Suffrage Association. tr. 164. OCLC 963795738.
66. ↑  "Michigan Third to Put O.K. on Suffrage Act". The Detroit Free Press. Detroit, Michigan. ngày 10 tháng 6 năm 1919. tr. 1. Truy cập ngày 17 tháng 12 năm 2018 – qua Newspapers.com.
67. ↑  "Suffrage is Ratified". The Independence Daily Reporter. Independence, Kansas. ngày 16 tháng 6 năm 1919. tr. 1. Truy cập ngày 17 tháng 12 năm 2018 – qua Newspapers.com.
68. ↑  "Assembly to O. K. Suffrage with Dispatch". The Dayton Daily News. Dayton, Ohio. ngày 16 tháng 6 năm 1919. tr. 9. Truy cập ngày 17 tháng 12 năm 2018 – qua Newspapers.com.
69. ↑  "Ohio Legislature Favors Suffrage". The Fremont Daily Messenger. Fremont, Ohio. ngày 17 tháng 6 năm 1919. tr. 1. Truy cập ngày 17 tháng 12 năm 2018 – qua Newspapers.com.
70. 1 2 3 4  Weatherford 1998, tr. 231.
71. ↑  "Women Suffrage Amendment Wins in Legislature (pt. 1)". The New York Times. New York, New York. ngày 17 tháng 6 năm 1919. tr. 1. Truy cập ngày 17 tháng 12 năm 2018 – qua Newspapers.com.  and "Women Suffrage Amendment Wins in Legislature (pt. 2)". The New York Times. New York, New York. ngày 17 tháng 6 năm 1919. tr. 9. Truy cập ngày 17 tháng 12 năm 2018 – qua Newspapers.com.
72. 1 2 3 4 5 6 7 8 9 10  Weatherford 1998, tr. 232.
73. ↑  "Utah Ratifies the Suffrage Amendment". The Ogden Standard. Ogden, Utah. ngày 30 tháng 9 năm 1919. tr. 6. Truy cập ngày 18 tháng 12 năm 2018 – qua Newspapers.com.
74. 1 2 3  Weatherford 1998, tr. 231-233.
75. ↑  Morgan, Anita (2019). "'An Act of Tardy Justice': The Story of Women's Suffrage in Indiana". Indiana Women's Suffrage Centennial. Truy cập ngày 14 tháng 5 năm 2019.
76. 1 2  Weatherford 1998, tr. 232-233.
77. 1 2 3 4 5 6 7 8  Weatherford 1998, tr. 233.
78. 1 2  Weatherford 1998, tr. 237.
79. ↑  Weatherford 1998, tr. 237-238.
80. ↑  Weatherford 1998, tr. 238.
81. ↑  Weatherford 1998, tr. 242-243.
82. ↑  Monroe, Judy (1998). The Nineteenth Amendment: Women's Right to Vote. Berkeley Heights, NJ: Ensloe Publishers, Inc. tr. 75.
83. ↑  Hine, Darlene Clark; Farnham, Christie Anne (1997). "Black Women's Culture of Resistance and the Right to Vote". Trong Farnham, Christie Anne (biên tập). Women of the American South: A Multicultural Reader. New York: NYU Press. tr. 204–219. ISBN 9780814726549.
84. ↑  "Ratification of the Nineteenth Amendment by the Florida Legislature, 1969". Institute of Museum and Library Services. Bản gốc lưu trữ ngày 13 tháng 10 năm 2011. Truy cập ngày 2 tháng 2 năm 2011.
85. ↑  258 U.S. 130 (1922)
86. 1 2 3 4  Anzalone 2002, tr. 17.
87. ↑  Bronson, Minnie (ngày 6 tháng 11 năm 1920). "Maryland League for State Defense Starts Great Suit". The Woman Patriot. Quyển 4 số 45. tr. 2 – qua Google Books.
88. ↑  "Leser v. Garnett page 217" (PDF). 1921 Supreme Court document. tháng 10 năm 1921.
89. ↑  "258 U.S. 130 - Leser v. Garnett". OpenJurist. Truy cập ngày 7 tháng 2 năm 2011.
90. ↑  "Maryland and the 19th Amendment". nps.gov (bằng tiếng Anh). National Park Service. ngày 12 tháng 9 năm 2019. Truy cập ngày 4 tháng 5 năm 2020. The court also said that, since the Secretaries of State of Tennessee and West Virginia had accepted the ratifications, that they were necessarily valid.
91. ↑  258 U.S. 126 (1922)
92. ↑  Fairchild v. Hughes, 258 U.S. 126 (1922)
93. ↑  Bradeis, Louis D. (ngày 30 tháng 6 năm 1978). Letters of Louis D. Brandeis: 1921-1941, Elder statesman: 1921-1941. SUNY Press. tr. 47–. ISBN 9780873953306. Truy cập ngày 13 tháng 12 năm 2012.
94. ↑  Wroth, Lawrence Counselman (1921). The Johns Hopkins Alumni Magazine: Published in the Interest of the University and the Alumni. The Johns Hopkins Alumni Association. tr. 20. Truy cập ngày 13 tháng 12 năm 2012.
95. ↑  Fairchild v. Hughes, 258 U.S. 126 (1922).
96. ↑  Woloch 1984, tr. 354.
97. ↑  Dumenil 1995, tr. 23–30.
98. ↑  Lemons, J. Stanley (1969). "The Sheppard-Towner Act: Progressivism in the 1920s". The Journal of American History. Quyển 55 số 4. tr. 776–786. doi:10.2307/1900152. ISSN 0021-8723. JSTOR 1900152.
99. ↑  Baker 2009, tr. 43.
100. ↑  Harvey, Anna L. (ngày 13 tháng 7 năm 1998). Votes Without Leverage: Women in American Electoral Politics, 1920-1970 (bằng tiếng Anh). Cambridge University Press. tr. 157. ISBN 9780521597432.
101. ↑  Moses & Hartmann 1995, tr. xx-xxi.
102. ↑  Harvey, Anna L. (ngày 13 tháng 7 năm 1998). Votes Without Leverage: Women in American Electoral Politics, 1920-1970 (bằng tiếng Anh). Cambridge University Press. tr. 10, 210. ISBN 9780521597432.
103. ↑  "THE GENDER GAP, Voting Choices In Presidential Elections; Fact Sheet" (PDF). Center for American Women and Politics (CAWP), Eagleton Institute of Politics, Rutgers University. 2017.
104. ↑  "Was women's suffrage a failure? What new evidence tells us about the first women voters". Washington Post. Truy cập ngày 26 tháng 8 năm 2016.
105. ↑  "Counting Women's Ballots". Cambridge University Press. Truy cập ngày 26 tháng 8 năm 2016.
106. ↑  "19th Amendment: How far have women in politics come since 1920?". Christian Science Monitor. ngày 18 tháng 8 năm 2010. ISSN 0882-7729. Truy cập ngày 24 tháng 5 năm 2019.
107. 1 2 3  Nelson, Marjory (1979). "women suffrage and race". Off Our Backs. Quyển 9 số 10. tr. 6–22. ISSN 0030-0071. JSTOR 25793145.
108. ↑  "African American Women and the Nineteenth Amendment (U.S. National Park Service)". nps.gov (bằng tiếng Anh). Truy cập ngày 24 tháng 5 năm 2019.
109. ↑  Paul, Alice (ngày 16 tháng 2 năm 1921). "The White Woman's Burden". The Nation. Quyển 112 số 2902. tr. 257.
110. 1 2  Salvatore, Susan Cianci (ngày 7 tháng 6 năm 2019). "Civil Rights in America: Racial Voting Rights" (PDF). National Park Service.
111. ↑  Staples, Brent (ngày 28 tháng 7 năm 2018). "Opinion | How the Suffrage Movement Betrayed Black Women". The New York Times (bằng tiếng Anh). ISSN 0362-4331. Truy cập ngày 24 tháng 5 năm 2019.
112. 1 2 3 4 5 6  Contreras, Russell (ngày 1 tháng 11 năm 2018). "How the Native American Vote Evolved". Great Falls Tribune (bằng tiếng Anh). Truy cập ngày 24 tháng 5 năm 2019.
113. 1 2 3 4  Williams, Sherri. "Women's Equality Day celebrates the 19th Amendment. For nonwhite women, the fight to vote continued for decades". The Lily (bằng tiếng Anh). The Washington Post. Truy cập ngày 24 tháng 5 năm 2019.
114. ↑  "On this day, all Indians made United States citizens - National Constitution Center". National Constitution Center – constitutioncenter.org (bằng tiếng Anh). Truy cập ngày 6 tháng 6 năm 2019.
115. ↑  Oxford, Andrew (ngày 2 tháng 8 năm 2018). "It's been 70 years since court ruled Native Americans could vote in New Mexico". Santa Fe New Mexican. Truy cập ngày 5 tháng 6 năm 2019.
116. ↑  "Puerto Rico and the 19th Amendment (U.S. National Park Service)". National Park Service (bằng tiếng Anh). Truy cập ngày 17 tháng 12 năm 2019.
117. ↑  McCammon, H.; Chaudhuri, S.; Hewitt, L.; Muse, C.; Newman, H.; Smith, C.; Terrell, T. (2008). "Becoming Full Citizens: The U.S. Women's Jury Rights Campaigns, the Pace of Reform, and Strategic Adaptation". American Journal of Sociology. Quyển 113 số 4. tr. 1104–1147. doi:10.1086/522805.
118. ↑  Brown, J. (1993). "The Nineteenth Amendment and Women's Equality". The Yale Law Journal. Quyển 102 số 8. tr. 2175–2204. doi:10.2307/796863. JSTOR 796863.
119. ↑  "Current Numbers". CAWP (bằng tiếng Anh). ngày 12 tháng 6 năm 2015. Truy cập ngày 29 tháng 5 năm 2019.
120. ↑  Rohlinger, Deana. "In 2019, women's rights are still not explicitly recognized in US Constitution". The Conversation (bằng tiếng Anh). Truy cập ngày 29 tháng 5 năm 2019.
121. ↑  Henning, Arthur Sears (ngày 26 tháng 9 năm 1921). "WOMAN'S PARTY ALL READY FOR EQUALITY FIGHT; Removal Of All National and State Discriminations Is Aim. SENATE AND HOUSE TO GET AMENDMENT; A Proposed Constitutional Change To Be Introduced On October 1". The Baltimore Sun. tr. 1.
122. ↑  "The Proposed Equal Rights Amendment: Contemporary Ratification Issues". EveryCRSReport.com. ngày 18 tháng 7 năm 2018. Truy cập ngày 22 tháng 9 năm 2019.
123. ↑  Cott, Nancy (1984). "Feminist Politics in the 1920s: The National Woman's Party". Journal of American History. Quyển 71 số 1. tr. 43–68. doi:10.2307/1899833. JSTOR 1899833.
124. ↑  Dollinger, Genora Johnson (1997). "Women and Labor Militancy". Trong Ware, Susan (biên tập). Modern American Women: A Documentary History. McGraw-Hill Higher Education. tr. 125–126. ISBN 0-07-071527-0.
125. ↑  "Conversations with Alice Paul: Woman Suffrage and the Equal Rights Amendment". cdlib.org. Suffragists Oral History Project.
126. ↑  Harrison, Cynthia Ellen (1989). On Account of Sex: The Politics of Women's Issues, 1945–1968. University of California Press. tr. 31–32. ISBN 9780520909304.
127. 1 2  Rick Pearson; Bill Lukitsch (ngày 31 tháng 5 năm 2018). "Illinois approves Equal Rights Amendment, 36 years after deadline". Chicago Tribune.
128. ↑  "Bid to revive Equal Rights Amendment in Virginia fails by 1 vote". WHSV. ngày 21 tháng 2 năm 2019. Truy cập ngày 22 tháng 9 năm 2019.
129. ↑  Gross, Samantha J. (ngày 26 tháng 8 năm 2019). "99 years ago Florida led in women's suffrage. Are equal rights still a priority?". Miami Herald. Truy cập ngày 22 tháng 9 năm 2019.
130. 1 2 3  Goolsby, Denise (ngày 19 tháng 9 năm 2016). "No room for fourth bust on suffragist statue?". Desert Sun.
131. ↑  "The Portrait Monument". Atlas Obscura.
132. ↑  Boissoneault, Lorraine (ngày 13 tháng 5 năm 2017). "The Suffragist Statue Trapped in a Broom Closet for 75 Years: The Portrait Monument was a testament to women's struggle for the vote that remained hidden till 1997". Smithsonian.com.
133. ↑  Bliss, Jessica (ngày 26 tháng 8 năm 2016). "Alan LeQuire's Women Suffrage Monument unveiled in Nashville's Centennial Park". Nashville Tennessean. Truy cập ngày 27 tháng 8 năm 2016.
134. ↑  "Too Few Statues of Women". Tennessee Suffrage Monument, Inc. Bản gốc lưu trữ ngày 10 tháng 4 năm 2020. Truy cập ngày 15 tháng 5 năm 2020.
135. ↑  Randal Rust. "Woman Suffrage Movement". Tennessee Encyclopedia (bằng tiếng Anh). Truy cập ngày 29 tháng 5 năm 2019.
136. ↑  "Listen to your Mother: a Mom-ument". RoadsideAmerica.com.
137. ↑  Burt, Spencer (ngày 3 tháng 10 năm 2018). "New Utah license plates celebrating Utah women's suffrage now available". Deseretnews.com. Bản gốc lưu trữ ngày 29 tháng 5 năm 2019. Truy cập ngày 15 tháng 5 năm 2020.
138. ↑  "Women's Equality Day". National Women's History Museum (bằng tiếng Anh). Truy cập ngày 29 tháng 5 năm 2019.
139. ↑  "Women's Equality Day | American holiday". Encyclopedia Britannica (bằng tiếng Anh). Truy cập ngày 29 tháng 5 năm 2019.
140. ↑  Schuessler, Jennifer (ngày 15 tháng 8 năm 2019). "The Complex History of the Women's Suffrage Movement". The New York Times (bằng tiếng Anh). ISSN 0362-4331. Truy cập ngày 16 tháng 12 năm 2019.
141. ↑  Litman, Kevin (ngày 25 tháng 4 năm 2018). "Bob Dorough: 9 Best 'Schoolhouse Rock!' Songs from the Composer". Inverse. Truy cập ngày 12 tháng 11 năm 2018.
142. ↑  "Schoolhouse Rock - Sufferin' 'til Suffrage". Schoolhouserock.tv. Truy cập ngày 12 tháng 11 năm 2018.
143. ↑  "27: The Most Perfect Album | Radiolab". WNYC Studios. ngày 19 tháng 9 năm 2018. Truy cập ngày 12 tháng 11 năm 2018.
144. ↑  "Dolly Parton Hopes to "Uplift Women" in New Song That Highlights 19th Amendment: Women's Right to Vote [Listen]". Nash Country Daily. ngày 18 tháng 9 năm 2018. Bản gốc lưu trữ ngày 12 tháng 11 năm 2018. Truy cập ngày 12 tháng 11 năm 2018.
145. ↑  "SECONDARY SOURCE - One Woman, One Vote: A PBS Documentary". Women's Sufferage and the Media. Bản gốc lưu trữ ngày 17 tháng 5 năm 2019. Truy cập ngày 17 tháng 5 năm 2019.
146. ↑  Leab, Amber (ngày 4 tháng 11 năm 2008). "'One Woman, One Vote': A Documentary Review". Bitch Flicks. Bản gốc lưu trữ ngày 24 tháng 7 năm 2020. Truy cập ngày 15 tháng 5 năm 2020.
147. ↑  Burns, Ken. "Not For Ourselves Alone". PBS.
148. ↑  "Not for Ourselves Alone: The Story of Elizabeth Cady Stanton & Susan B. Anthony". IMBd.
149. ↑  Green, John. "Women's Suffrage: Crash Course US History #31". CrashCourse on YouTube.
150. ↑  "Women in the 19th Century". IMBd.
151. ↑  McNeil-Walsh, Gemma (ngày 6 tháng 2 năm 2018). "Suffrage On Screen: Five Vital Films About How Women Won the Vote". Rights Info: Human Rights News, Views & Info.
152. ↑  "Iron Jawed Angels". Rotten Tomatoes.
153. ↑  Nevins, Jake (ngày 1 tháng 8 năm 2018). "Hillary Clinton and Steven Spielberg to make TV series on women's suffrage". The Guardian.
154. ↑  Shoot, Brittany (ngày 1 tháng 8 năm 2018). "Hillary Clinton Is Producing a Television Series on Women's Fight to Win Voting Rights". Fortune.

## Đường dẫn ngoài
- Tu chính án Hiến pháp Hoa Kỳ thứ 19 từ Thư viện Quốc hội
- Our Documents: Nineteenth Amendment
- CRS Annotated Constitution: Nineteenth Amendment
- Nữ tuyển và Tu chính án thứ 19 từ Cục tài liệu lưu trữ quốc gia